# Gödöllő
Gödöllő (szlovákul: Jedľovo, németül: Getterle) város a budapesti agglomerációban, Pest vármegyében, a Gödöllői járás székhelye. Legismertebb nevezetességei a Grassalkovich-kastély és a Magyar Agrár- és Élettudományi Egyetem. A város szülötte Török Ignác honvéd tábornok.

## Fekvése
Gödöllő Budapesttől 30 kilométerre északkeletre, a Gödöllői-dombságban a Rákos-patak széles völgyében terül el.

## Közlekedés

### Közúti
Regionális szerepéből eredően számos forgalmas útvonal keresztezi, illetve funkcionál azok kiindulópontjaként. A 3-as főút a belvároson, az M3-as autópálya pedig az északi részén szeli át a várost. Utóbbiból leágazva az M31-es autópálya kínál rövidebb összeköttetést az M0-s körgyűrű keleti szektorával. Ezeken kívül néhány alsóbbrendű út is érinti a települést: Dunakeszivel a 2101-es, Váccal a 2104-es, Isaszeggel a 3103-as, Hatvannal pedig (Valkón és Turán át) a 3104-es út köti össze. Országos közútnak minősül még Blaha városrészének főutcája, a 21 111-es számú mellékút.

### Vasúti
A Budapest–Sátoraljaújhely-vasútvonal is érinti, amelynek három megállási pontja van a határai között: Gödöllő-Állami telepek megállóhely a belterület déli széle közelében, Gödöllő vasútállomás a város központjában, és Máriabesnyő megállóhely Máriabesnyő településrész déli részén. A vasútállomás egyúttal a MÁV-HÉV H8 jelű HÉV járatának végállomása, azon kívül három megállóval halad át a belvároson (Erzsébet park, Szabadság tér és Gödöllő, Palotakert HÉV-állomás) is. Gödöllőn kilenc helyi buszjárat üzemel és számos helyközi autóbuszjárat is megáll az autóbusz-állomáson.

## Története
Gödöllőt 1349-ben említik először I. Lajos egyik adománylevelében. A település neve Gudulleu, Gudullur, Gödöle, Gedellő alakban fordul elő a korai oklevelekben, 1868-ban nyerte el hivatalosan a Gödöllő elnevezést. A török hódoltság idején teljesen elpusztult, később újra benépesült.
Hamvay Ferenc volt az első földesúr, aki Gödöllőn is lakott a központban 1662-ben fölépített kúriájában, amely 1978 óta a Városi Múzeumnak és a Városi Mozinak ad helyet.
A 18. században földesura, a labanc Habsburg tisztviselő magyarbarátnak nem mondható Grassalkovich Antal birtokai központjává tette a települést. Ő építtette a kastélyt a református templom felhasználásával. A mai város műemlékeinek jó része Grassalkovich korából származik. 1763-ban mezőváros lett. Vásárai és földrajzi fekvéséből kifolyólag hamar központjává vált a környéknek, átmenő területként az Alföld és a Felvidék között. 1841-ben a Grassalkovich család kihalt, így a Viczay család örökölte a birtokokat, rövid idő múlva már a Sina családot találjuk a település földesuraként, végül egy belga bank tulajdonába került.
Az 1848-as szabadságharc idején a kastély Windisch-Grätz szálláshelye volt, majd az isaszegi csata után Kossuth Lajos főhadiszállása. Kossuth itt fogalmazta a Függetlenségi Nyilatkozatot.
A kiegyezés után a magyar állam visszavásárolta az uradalmat a tulajdonos belga banktól, és koronázási ajándékként állandó használatra felajánlották az éppen uralkodó család számára, mely akkor éppen I. Ferenc József és Erzsébet királyné („Sisi”) volt. A kastély a királyi család egyik kedvenc nyaralóhelyévé vált, több nyarat is itt töltöttek el, Erzsébet királynénak pedig állítólag kedvenc nyaralóhelye volt.
A kiemelt királyi figyelem gyors fejlődést biztosított. 1867-ben adták át a Budapest–Sátoraljaújhely-vasútvonalat, így a család tagjai különvonatokon utazhattak ide. 1884-ben pedig nagyközség lett. 1911 óta Gödöllőt HÉV vasútvonal is összeköti Budapesttel. Érdekessége ennek a vonalnak, hogy azóta is fordított közlekedési rend van érvényben, azaz a vonatok menetirány szerinti bal oldalon közlekednek. Ugyanebben az évben honfoglalás kori lovassírra bukkantak Kaffka László államtitkár birtokán. 1911-ben Veresegyházig is kiépült a vasúti összeköttetés, ez azonban 1970-ben megszűnt.
A századfordulót követően a város kulturális életét a mai Haraszt városrészben 1901-1921 között működő Gödöllői Művésztelep élénkítette. Az első világháború végén IV. Károly király itt értesült az Osztrák–Magyar Monarchia összeomlásáról. 1919-ben Stromfeld Aurél – a Tanácsköztársaság Vörös Hadseregének vezérkari főnöke – a kastélyban rendezte be főhadiszállását. A két világháború közt a település Horthy Miklós rezidenciája. 1933-ban a Táncsics Mihály út és a Semmelweis Ignác közötti területen rendezték a fiú, 1939-ben pedig a lány cserkészek világtalálkozóját, a dzsemborit.
Az 1936-os nyomvonal-korrekció során épült Máriabesnyő jelenlegi vasúti megállóhelye.
A második világháborúban a mai Szent István Egyetem épületét több bombatalálat érte, a háború vége felé hadikórházként működött. Miután 1944. december 12-én a várost elfoglalták a szovjet csapatok, az épületben és környékén 1945 januárjában 30 000 férőhelyes szovjet fogolytábor létesült, ahol a márciusi táborbezárásig becslések szerint mintegy 50 000 magyar és német katona, ill. civil raboskodott. Gödöllőn hatósági internáló- és munkatábor 1945-1949 között működött. 2011-ben az Erzsébet-park felújítási munkálatai során egy német hadisírt tártak fel.
A második világháború után mezőgazdasági központtá fejlődött. A Grassalkovich-kastély egy része szovjet laktanya lett, másik részébe a Fővárosi Tanács Szociális Otthonát költöztették. 1950-ben ideköltöztetik a Ganz Árammérőgyárat, majd 1957-ben az Agrártudományi Egyetemet. (2000-ben más egyetemekkel, főiskolákkal egyesítették Szent István Egyetem néven, 2021 óta a Magyar Agrár- és Élettudományi Egyetem Szent István Campus nevet viseli.) Az iparosítás és az új munkahelyek teremtése következtében az 1960-as évekre megugrott a lakosság létszáma. 1965-ben hozzácsatolták Máriabesnyőt, így Gödöllő 1966. január 1. óta város. A várossá nyilvánítás után felgyorsult a település szocialista várossá fejlesztése. 1966-ban kezdett termelni a HUMAN Oltóanyagtermelő és Kutatóintézet új üzeme. Az 1960-as és az 1970-es években lakótelepek épültek a belváros mellett a Szent János utca és a Kossuth Lajos utca mentén, a Kazinczy körút körül, illetve a vasútállomás közelében a Palotakertben. 1972-ben adták át a szakorvosi rendelőt. Az új megyei kórház végül a fővároshoz közelebb, Kistarcsán épült.
Blaha városrész felett, a 307 méter magas Öreg-hegyen 1961-1962 között épült a mikrohullámú átjátszótorony. 2013 óta digitális televízióadásokat is sugároz. (2014 óta a dombtetőt a torony és a vízmű-telep közötti tisztáson eltemetett kutya emlékére a Blaháért Társaság Egyesület "Molly-dombnak" nevezte el és kis pihenőparkot alakított ki rajta, amit az önkormányzat is jóváhagyott.)
A várost 1978-ban érte el az akkoriban még csupán a Domonyvölgyi viaduktig elkészült M3-as autópálya.
1978-1981 között épült a Petőfi Sándor Művelődési Központ. Épületében ma a Művészetek Háza működik. A megközelíthetőségét segíti a Szabadság tér és az intézmény között a HÉV megálló és a Szabadság út alatt átvezető gyalogos aluljáró. A művelődési házat és a Szabadság teret 2010-2011 között újították fel.
A Polgármesteri Hivatal 1986-ban átadott régi épületét 2017-ben bontották le.
Szintén 1986-ban készült el az azóta is üzemelő autóbusz-állomás. Addig a vasútállomás elől indultak a helyközi buszjáratok.
1989-ben Cservenka Ferencné – a Pest megyei pártbizottság első titkára, a várost érintő döntések meghozója – volt az első országgyűlési képviselő, akit a még csak formálódó ellenzék vissza akart hívni tisztségéből. A városban aláírásgyűjtés kezdődött, végül 1989 április elején a képviselőnő lemondott mandátumáról.
A 2011-es magyar EU elnökség idején az informális miniszteri értekezletek többségét a Gödöllői Királyi Kastélyban rendezték.
Az Alsópark déli peremén 2021-ben adták át a MATE tulajdonában üzemelő versenyuszodát.

## Gazdaság

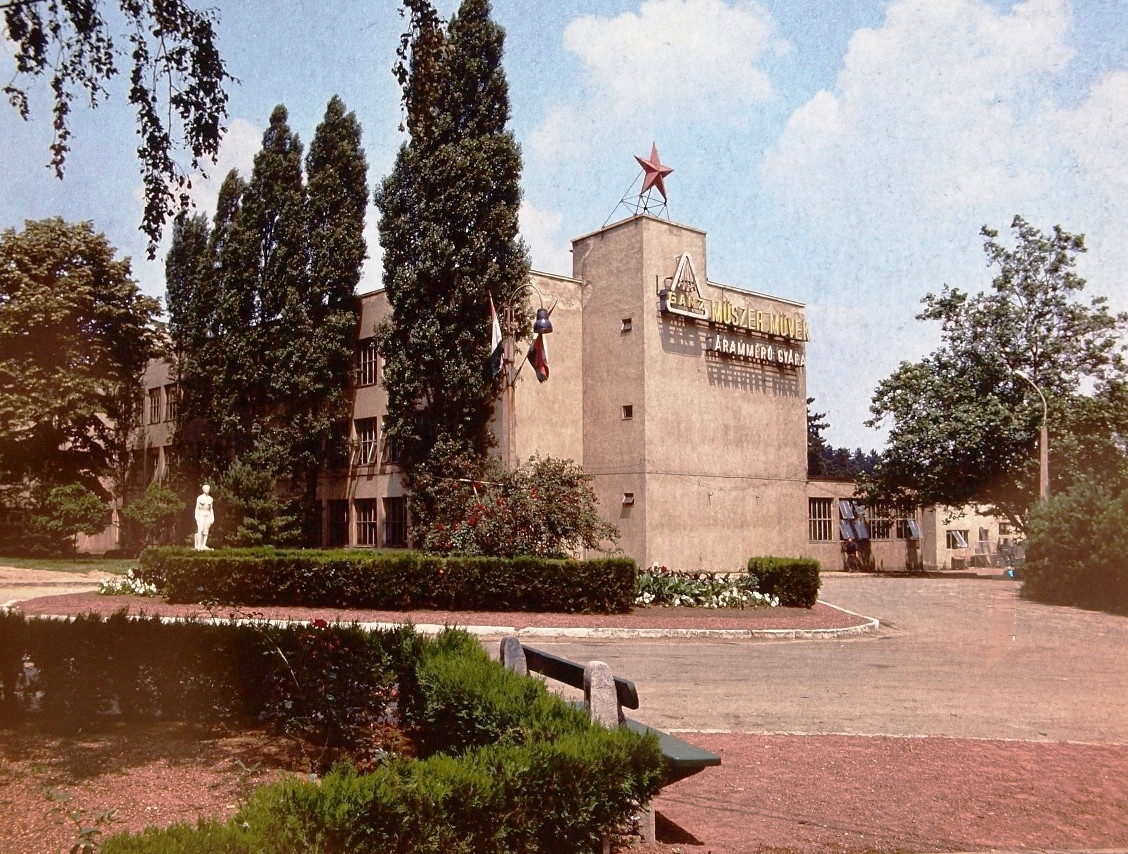
Ganz Árammérőgyár (1960-as évek)

A település a második világháborúig főként mezőgazdaságból élt. Számos ma is működő állattenyésztési kutatóintézet alakult itt. Az iparosítás a 20. század második felében, a várossá nyilvánítás után kezdődött meg. Az elsők között kezdte meg a termelést 1950-ben a Ganz Árammérőgyár. A közelében, Haraszt városrészben 1966-ban épült a HUMAN Oltóanyagtermelő és Kutató Intézet telephelye. Az Erdészeti Arborétumtól délre rendezkedett be a Gödöllői Gépgyár, amely kezdetben a kispesti Vörös Csillag Traktorgyár egységeként működött, majd az 1970-es évek elején katonai vezetés alá került, és ezután részben itt folyt a Magyar Néphadsereg páncélos és egyéb járműveinek javítása.
A rendszerváltás idején, 1990-ben az Árammérőgyárat a Schlumberger nevű multinacionális cég vásárolta meg és alakította át (a jelenlegi tulajdonos az amerikai Itron), a Gépgyár egy részét a Caterpillar privatizálta 1992-ben. 1991 és 2023 között működött itt a kábelkorbácsokat gyártó UTA (később Lear Corporation). A Sony 1996-2010 között az M3-as autópálya csomópontja mellett működtette magyarországi telephelyét, az Avon Cosmetics pedig itt hozta létre kelet-európai elosztóközpontját. A korábbi HUMAN alapjain több gyógyszeripari cég – az olasz Kedrion Biopharma, a brit GlaxoSmithKline és korábban az izraeli TEVA – is folytat jelenleg termelő tevékenységet.
A tervek szerint 2011-ben adták volna át a városban a Magyar Posta második logisztikai központját, de az állami cég végül letett a beruházási szándékáról. A multinacionális cégek mellett számos sikeres helyi kis-és középvállalkozás is működik a városban.
Az e cégek által biztosított munkahelyek a város 30 km-es körzetében élők számára is bőséges álláslehetőséget kínál. 2011-es adatok alapján a helyben lakók 44%-a (5 800 fő) a városon kívül dolgozik, túlnyomó részt Budapesten. A Gödöllőre járók száma mintegy 9 000 fő, ami meghaladja a helyben dolgozók 7 500 fős létszámát. A munkanélküliség az országos átlag alatt van, éveken keresztül 2-3% közötti volt. A 2008-2009-es gazdasági válságot követően a regisztrált álláskeresők száma tartósan 4% fölé emelkedett, majd ismét lecsökkent 2-3% közé.

### Gödöllői Üzleti Park
Az M31-es autópálya és a 3-as főút csomópontja közelében 2006. szeptember 19-én adták át a Gödöllői Innovációs és Logisztikai Parkot. 2017-ben 34 vállalkozás üzemelt a területén, amelyek addigra az értékesíteni tervezett telkek harmadát foglalták el. A park szolgáltató központjának épületeiben tizenkilenc vállalkozás működik, ez 80%-os telítettséget jelent. Az itt megtelepedett cégek tevékenységi köre igen változatos, találhatóak vegyipari, élelmiszerpari, kereskedelmi, gépipai és nyomdaipar vállalatok egyaránt.
Az új ipari park jelentős kutatási és fejlesztési tevékenységet is végez. Ennek keretében együttműködik a Gödöllőn és környékén található felsőoktatási és kutatási intézményekkel. 2017-ben a Szent István Egyetemmel, a Mezőgazdasági Gépesítési Intézettel, a Kooperációs Kutatási Központ Vezetők Egyesületével és az Innostart Nemzeti Üzleti és Innovációs Központ Alapítvánnyal kötöttek szerződést a park egyes vállalatai.

## Nevezetességei

### Gödöllői Királyi Kastély
A város legismertebb nevezetessége a Grassalkovich-kastély vagy más néven a Gödöllői Királyi Kastély. Mayerhoffer András építőmester 1735-öt követően kapott megbízást a kastély megépítésére, amely később több bővítésen is keresztülment. Mai formáját a 19. század végére nyerte el. A Grassalkovich család férfi ágának kihalása után több tulajdonosa is volt a kastélynak, végül a kiegyezés után 1867-ben királyi pihenő rezindenciának jelölték ki. A két világháború között a kastélyt Horthy Miklós kormányzó számára rendezték be. 1945 után megkezdődött a kastély fokozatos pusztulása. Az épület egy részében szovjet és magyar katonák laktanyáját alakították ki, más részében szociális otthont, szükséglakásokat létesítettek, a parkot pedig felszabdalták. Az első műemlékvédelmi munkálatok 1986-ban kezdődtek meg. 1990-ben a szovjet katonák elhagyták a kastélyt, a szociális otthon más épületbe költözött. Rövidesen elkészült az egyik szárny, illetve a főépület homlokzatának és tetőszerkezetnek felújítása. Napjainkban közel 1000 m²-es területen, 23 szobában tekinthető meg a kastélymúzeum, teljesen helyreállított belső terekkel. Számos különböző méretű díszterem áll rendelkezésre a különböző rendezvények megtartásához.
A kastélytemplom helyén eredetileg a község református temploma állt, amelyet a kastély építésekor elbontottak, hogy megépíthessék a kastély katolikus templomát. Felszentelésére 1749. május 16-án került sor.
Erzsébet királyné halálát követően az országban több mint száz ligetet létesítettek. A gödöllői Erzsébet-park az elsők között létesült, 1898 novemberében. A fasorokkal övezett sétány végén 1901. május 19-én leplezték le az Erzsébet-szobrot, amelyet Róna József szobrászművész készített.
2021. február 1-től kormánydöntés alapján a kastély a Magyar Agrár- és Élettudományi Egyetem létrehozásakor gyakorlatilag magánkézbe került.

### Máriabesnyői kegyhely
Legfontosabb nevezetessége a búcsújáró templom, amely a magyarországi Mária-kegyhelyek közül a második leglátogatottabb zarándokhely. Grassalkovich Antal alapította meg a máriabesnyői szent helyet, a templom a község régi temploma helyén épült, és a romok eltakarítása közben akadtak rá egy Mária-szobrocskára, mely Besnyőt kegyhellyé avatta. A kápolna felépülte után 1759-ben az olaszországi Loretóból egy Szűz Mária-szobrot is hozattak, a libanoni cédrusfából készült 1 méter magas kegyszobor ma is látható a főoltár mögött. A kegytemplom 2008-ban kis bazilika (basilica minor) rangot kapott.

### Egyéb látnivalók
A Hamvay-kúria ad helyet a Gödöllői Városi Múzeumnak és a Gödöllői Városi Mozinak. Az épületet Hamvay Ferenc földesúr 1662-ben építtette. Az eredetileg földszintes épületre Grassalkovich a 18. század közepén egy további szintet építtetett, és vendégfogadóvá alakíttatta át. 1930 környékén hozták létre az épületben a mozit. 1948-tól általános iskolának adott helyet, az 1970-es években teremtették meg a múzeum alapjait. Nem sokkal később a helytörténeti gyűjtemény a mozin kívül minden egyéb funkciót kiszorított az épületből. A gyűjtemény 1988-tól múzeum. Udvarán működik a városi piac. Az 1990-es évek végére ez az épület is teljesen megújult. A múzeum 2001-ben elnyerte „Az év múzeuma 2000” szakmai kitüntetést.
A gödöllői arborétumot 1902-ben alapították 190 hektár területen, telepítését 1914-re fejezték be. A második világháború előtt Magyarország legjelentősebb arborétumaként tartották számon. 1960-tól fokozatosan 350 hektárra bővítették. 90%-a erdészeti kutatási célokat szolgál, 10%-a park jellegű. 2017-ben kezdték építeni az arborétumhoz vezető kisvasutat.
Velekei József Lajos és Nagy Kristóf szobrászművészek tölgyfából faragott 9,3 méter magas Világfa nevű alkotását Magyar Szabadság Napján, 1992-ben állították fel a szovjet csapatok 1990-1991 között tartott kivonulásának emlékére. 2008-ban egy nyári vihar tönkretette. A 2 méter magas kőtalapzaton álló 7 méter magas reprodukcióját 2010 június 27-én avatották fel.
A gödöllői vasúti királyi váró felújított épületét 2011. június 18-án adták át. A felújítás költsége 1,34 millió euró volt, ehhez a Norvég Alap 1,14 millió euróval járult hozzá.
További látnivalók:
- Méhészeti Múzeum,
- Agrártörténeti Műszaki Gyűjtemény,
- Magyar Agrár- és Élettudományi Egyetem,
- Csörsz árka
- Egyetemi Víztorony (a Fácánosban),
- Tévétorony (az Öreghegyen).
- Babati Istállóskastély (Babatpuszta),

### Műemlékek
- Volt községháza, majd Járási Hivatal, jelenleg Erzsébet Királyné Szálloda. 1910 és 1913 között épült szecessziós stílusban, Jánosházy László tervei alapján. 2006-ban kapott műemléki védettséget. 2008-ban fejeződött be a teljeskörű felújítása.
- Szent Imre Római Katolikus Általános Iskola műemlék épülete, amely 1879-ben épült.
- Chopin szobra: Margó Ede 1929-es alkotása, amelyet 1938-ban Kőbányán, a Szent László téren avattak fel. 1948 és 1982 között raktárban tartották.[36] 1983-ban állították fel a gödöllői Frédéric Chopin Zeneiskola kertjében, majd 2010-ben – a zeneszerző születésének 200. évfordulóján – restaurálták, és újraavatták a zeneiskola előtt.
- Erzsébet-szobor és Kálvária az Erzsébet-parkban
- Mária-oszlop és Szent Imre-szobor a Szabadság téren
- Nepomuki Szent János-szobor a kastély mellett
- Szent Flórián-szobor a tűzoltóság előtt

## Galéria

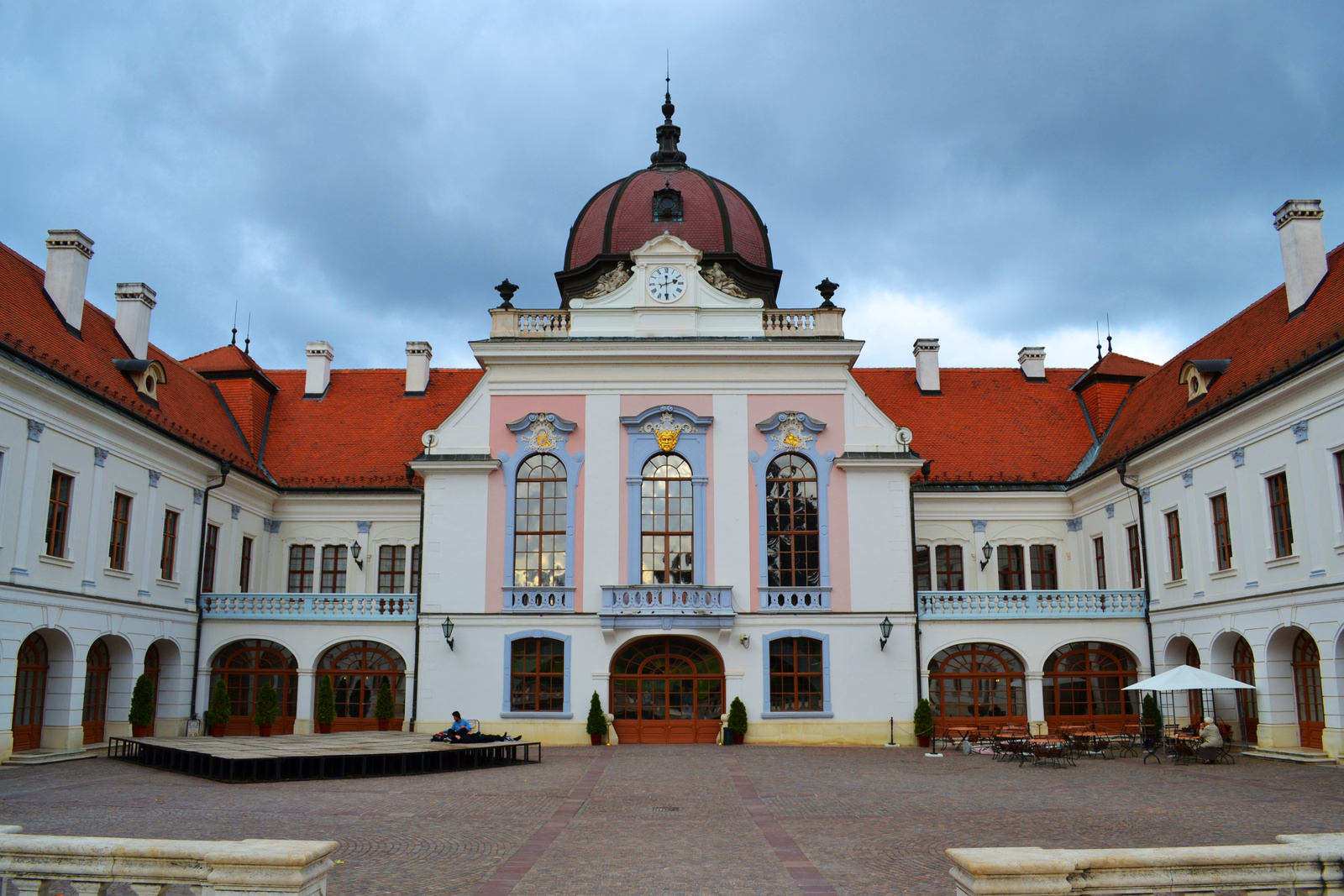
A Grassalkovich-kastély a kastélypark felől
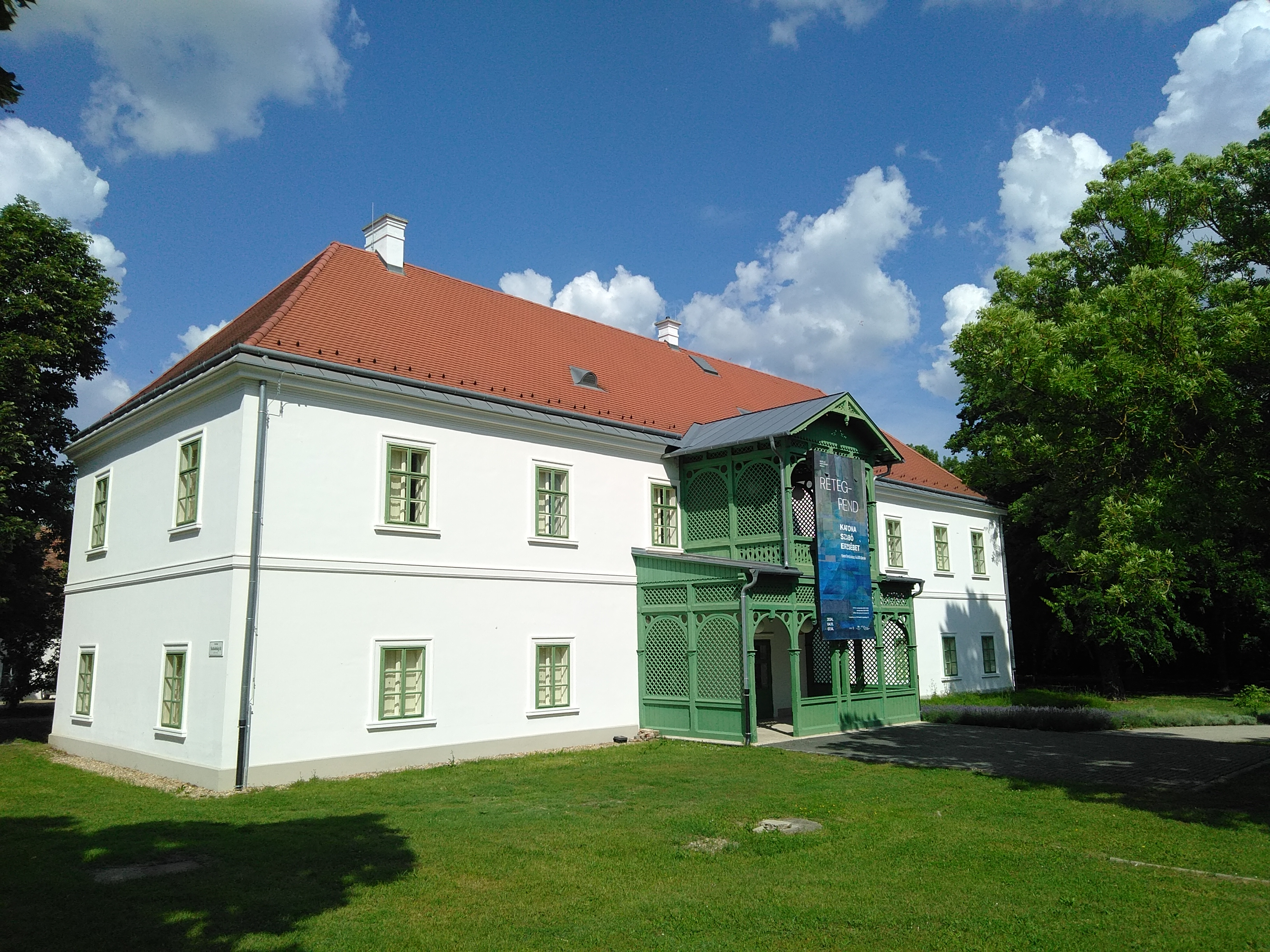
A Grassalkovich-kastéllyal azonos időben épült Várkapitányi Lak (Testőrlaktanya) épülete sokáig romosan állt. 2020-ra készült el a rekonstrukciója.
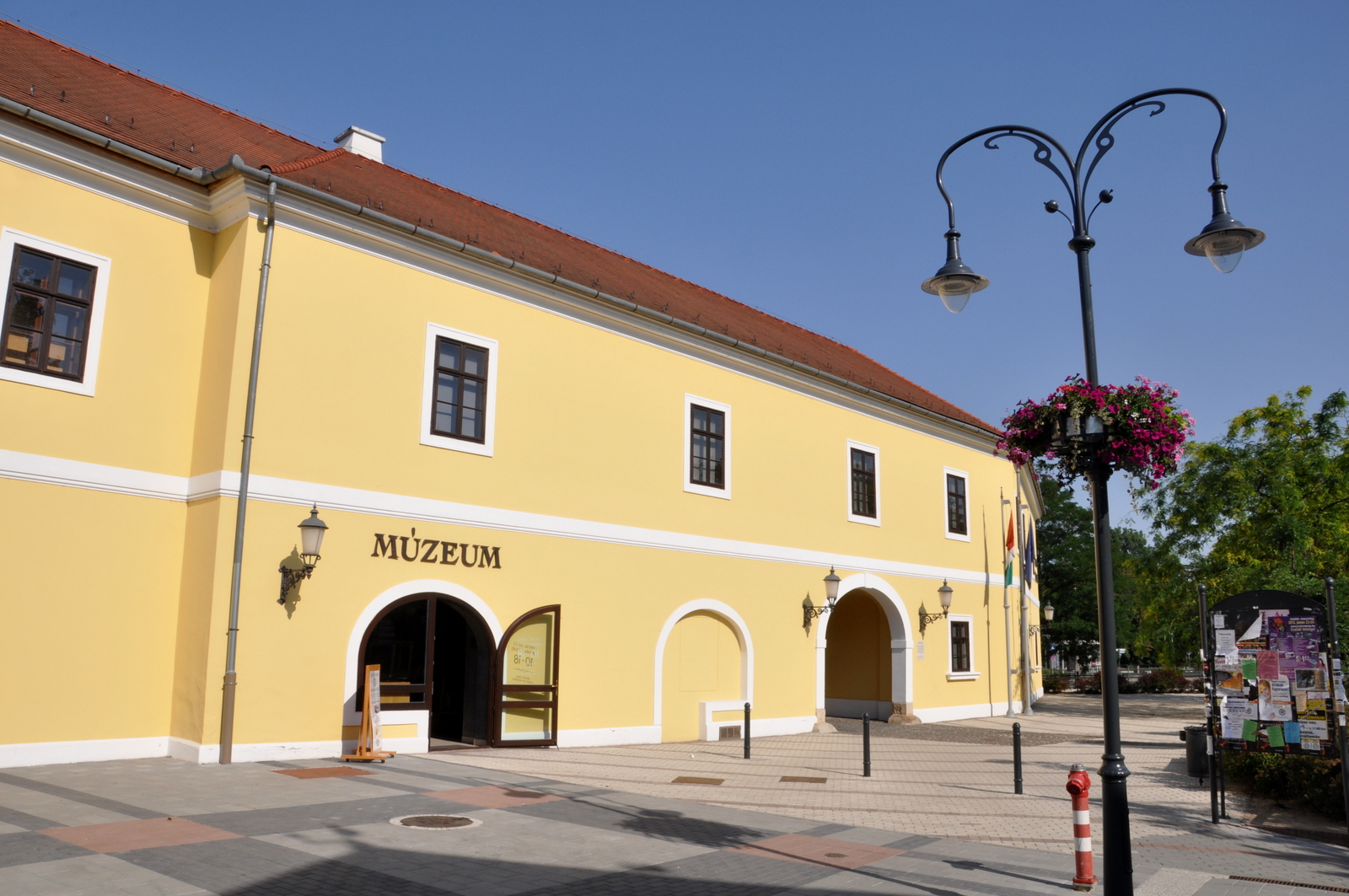
A hajdani Hamvay-kúria a Városi Múzeum otthona
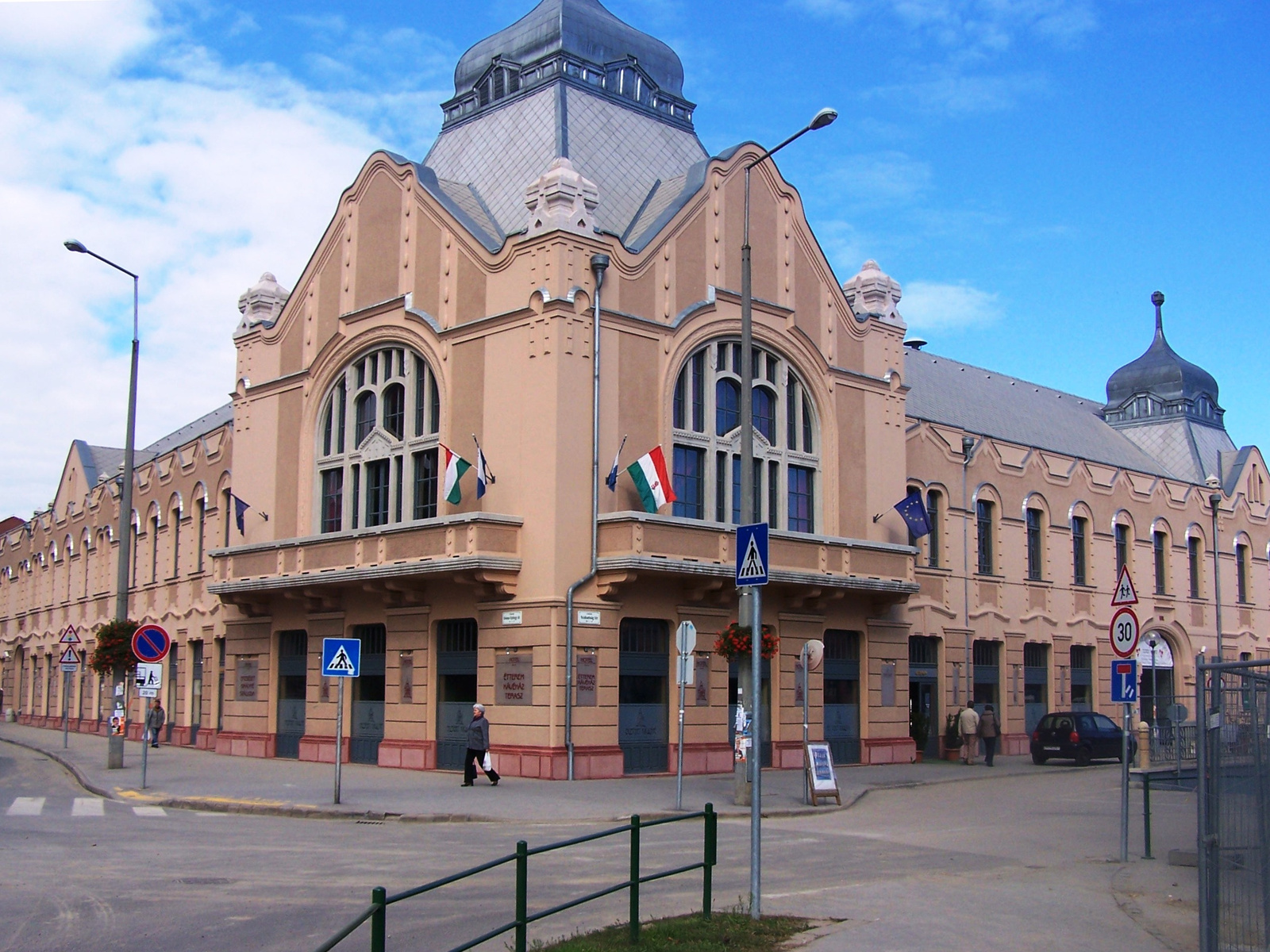
A volt községháza
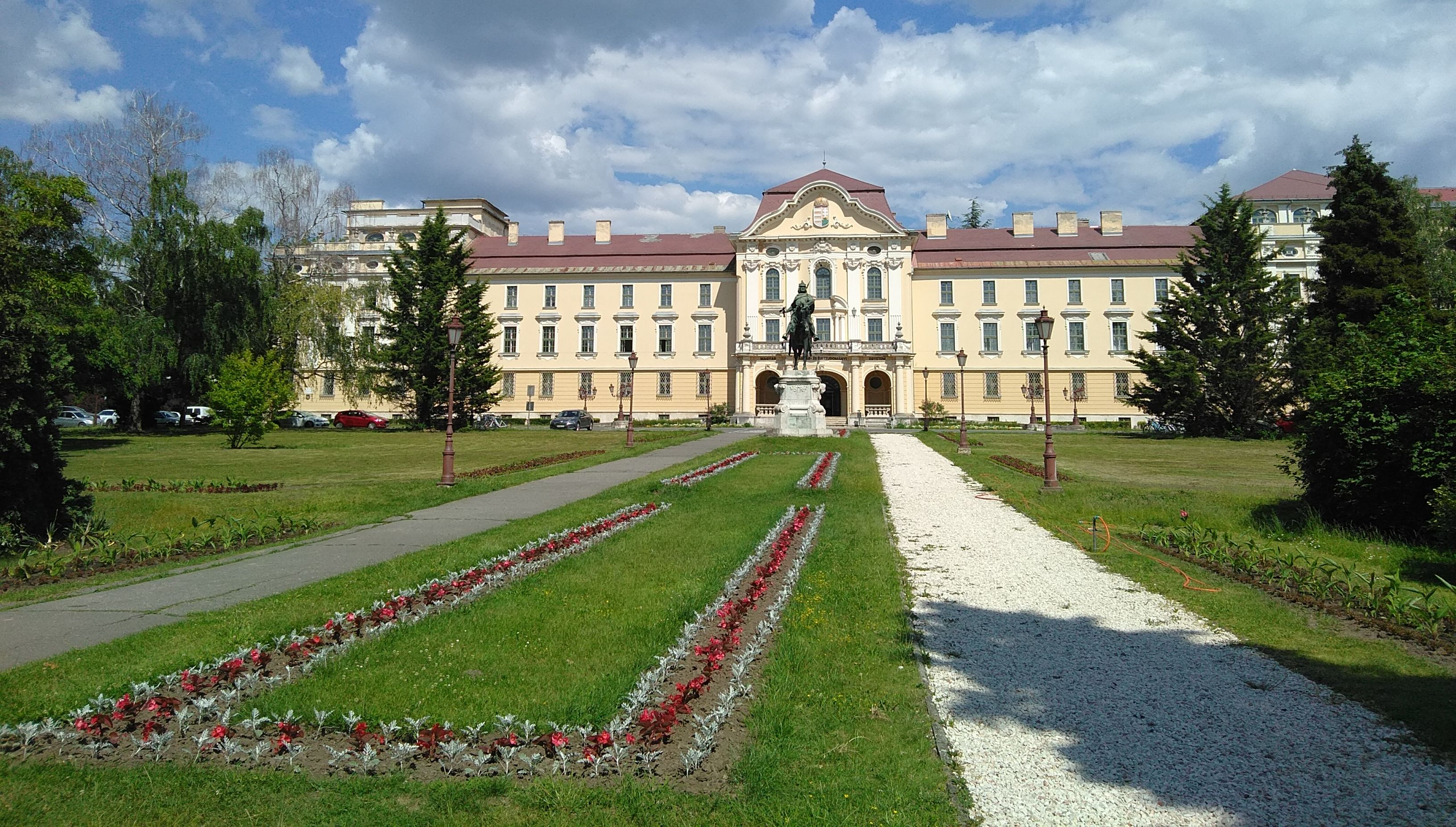
A MATE Szent István Campus neobarokk főépülete
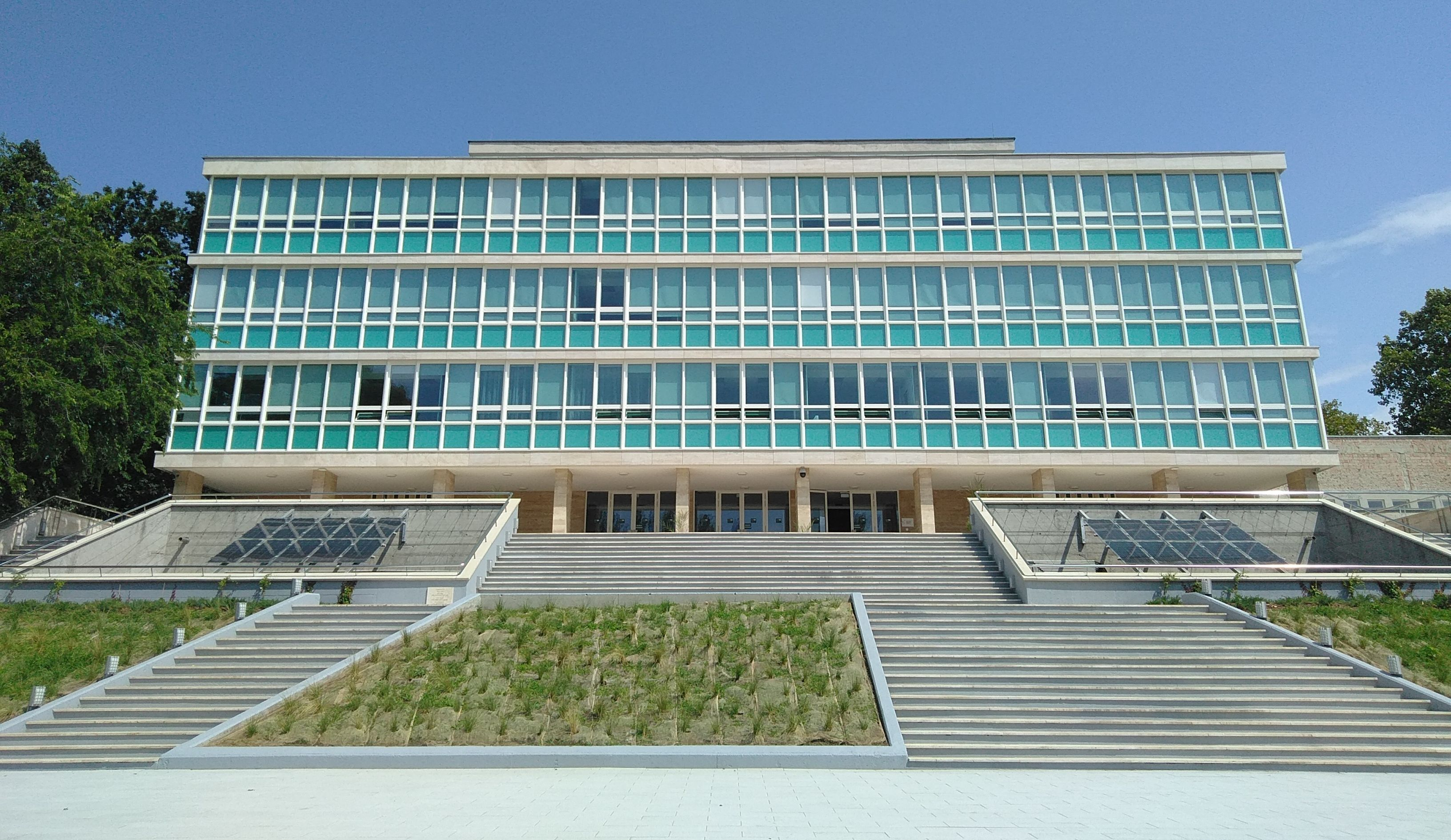
Az egyetem Zöldy Emil tervei alapján 1969-ben épült aulája
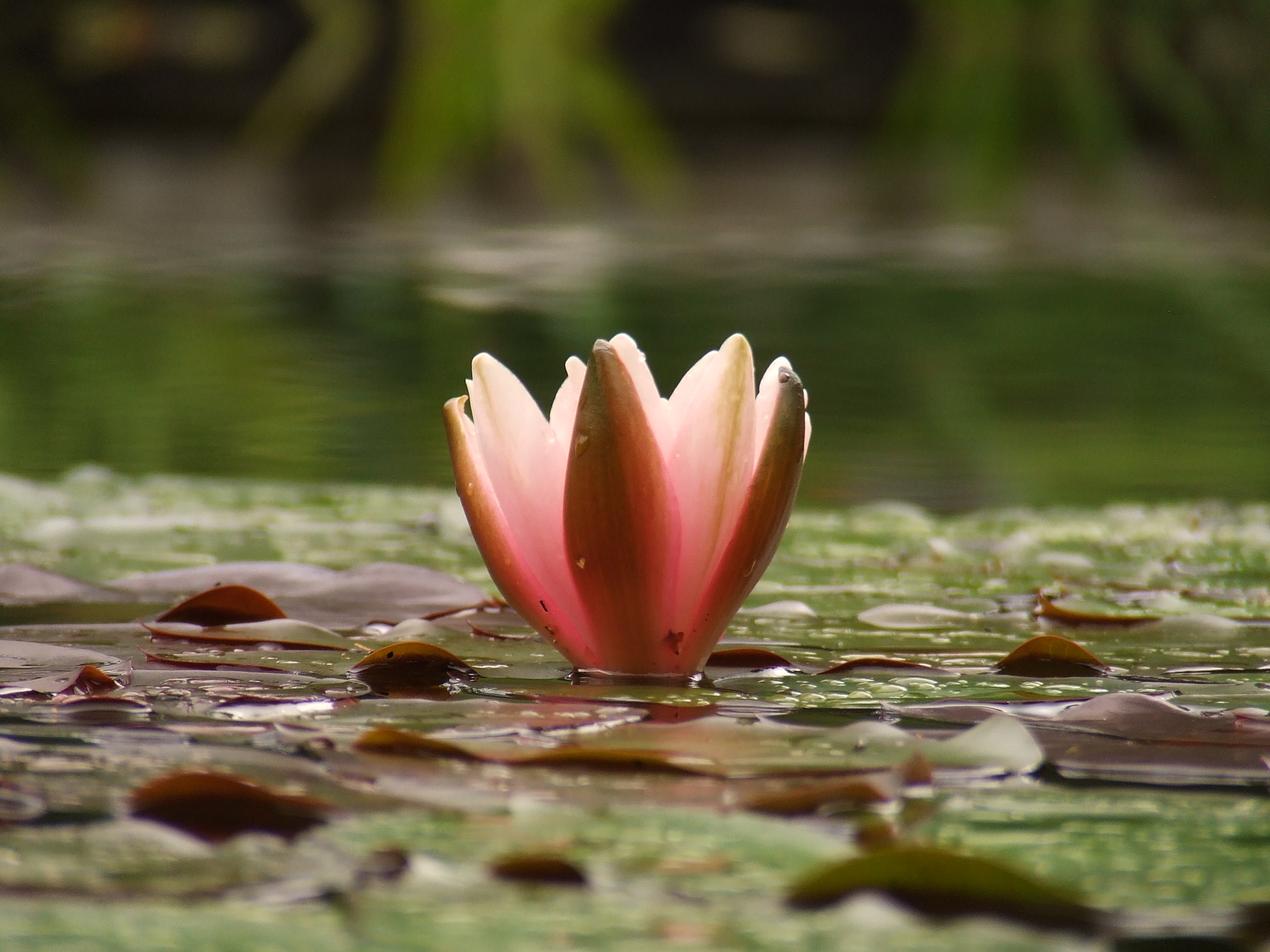
Fehér tündérrózsa az egyetem botanikus kertjében
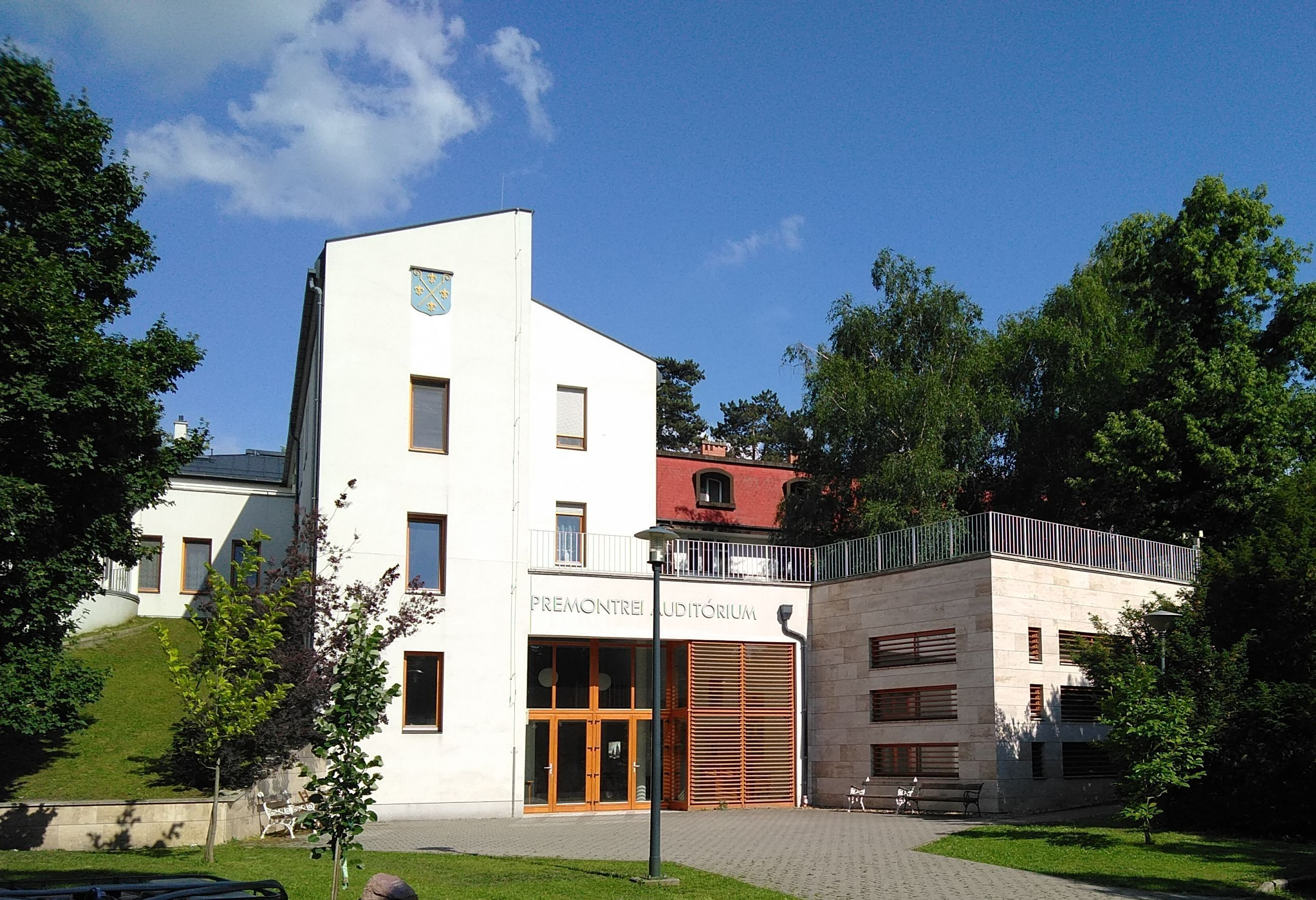
A Premontrei Iskolaközpont kiállítási tere és koncertterme
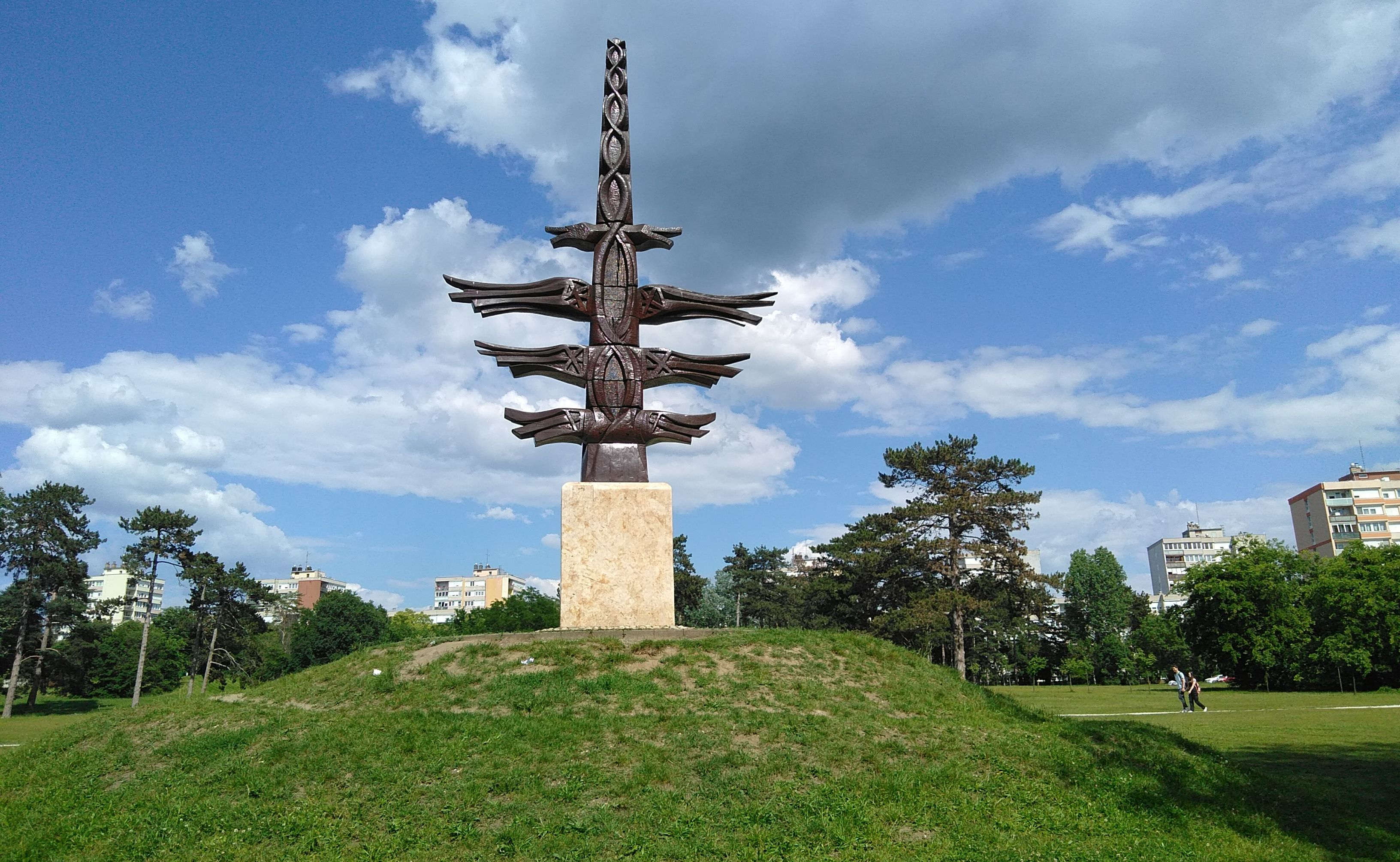
Velekei József Lajos és Nagy Kristóf Világfa nevű szobra az Alsóparkban
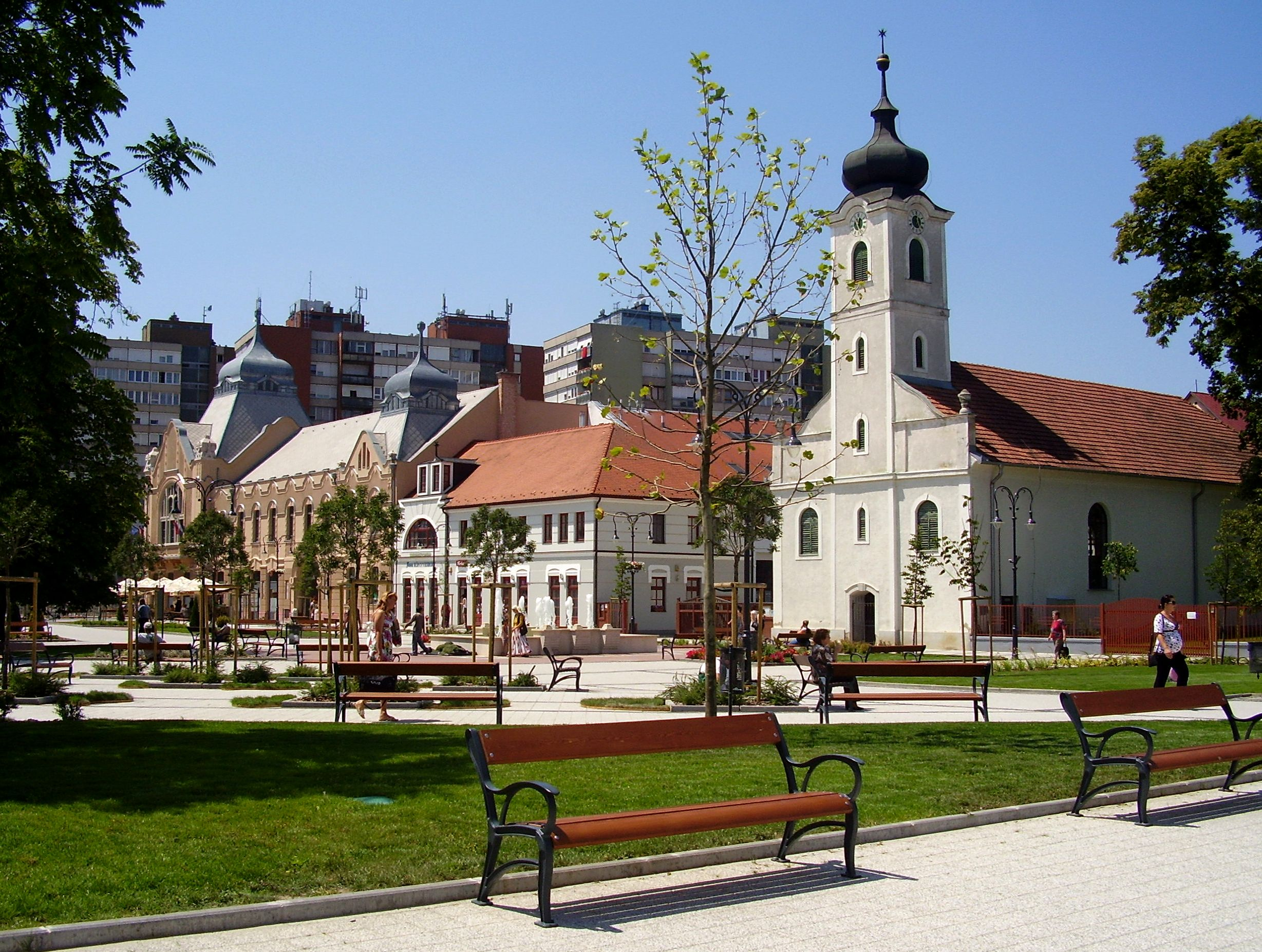
A megújult Szabadság tér egy szelete
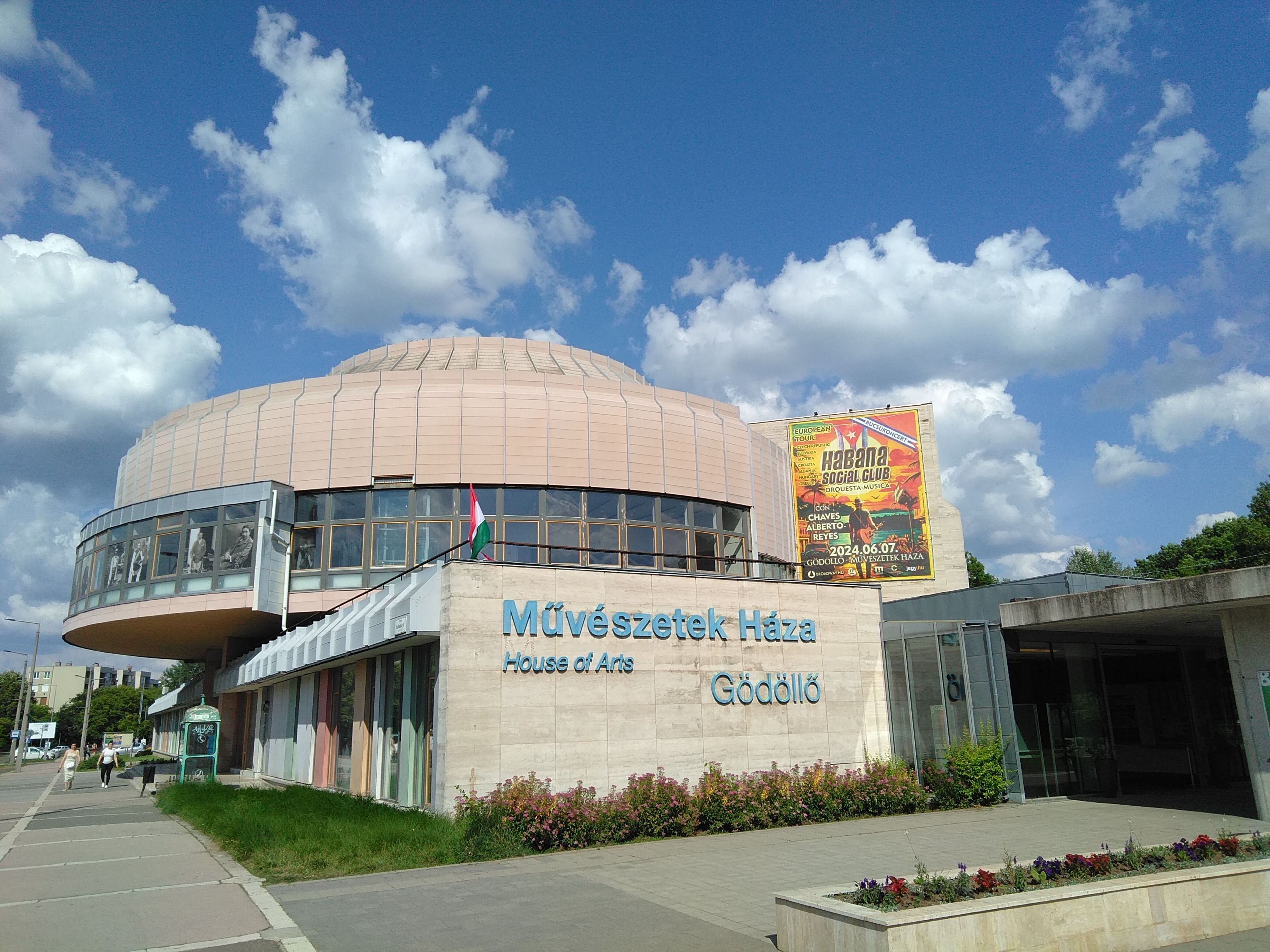
A Művészetek Háza
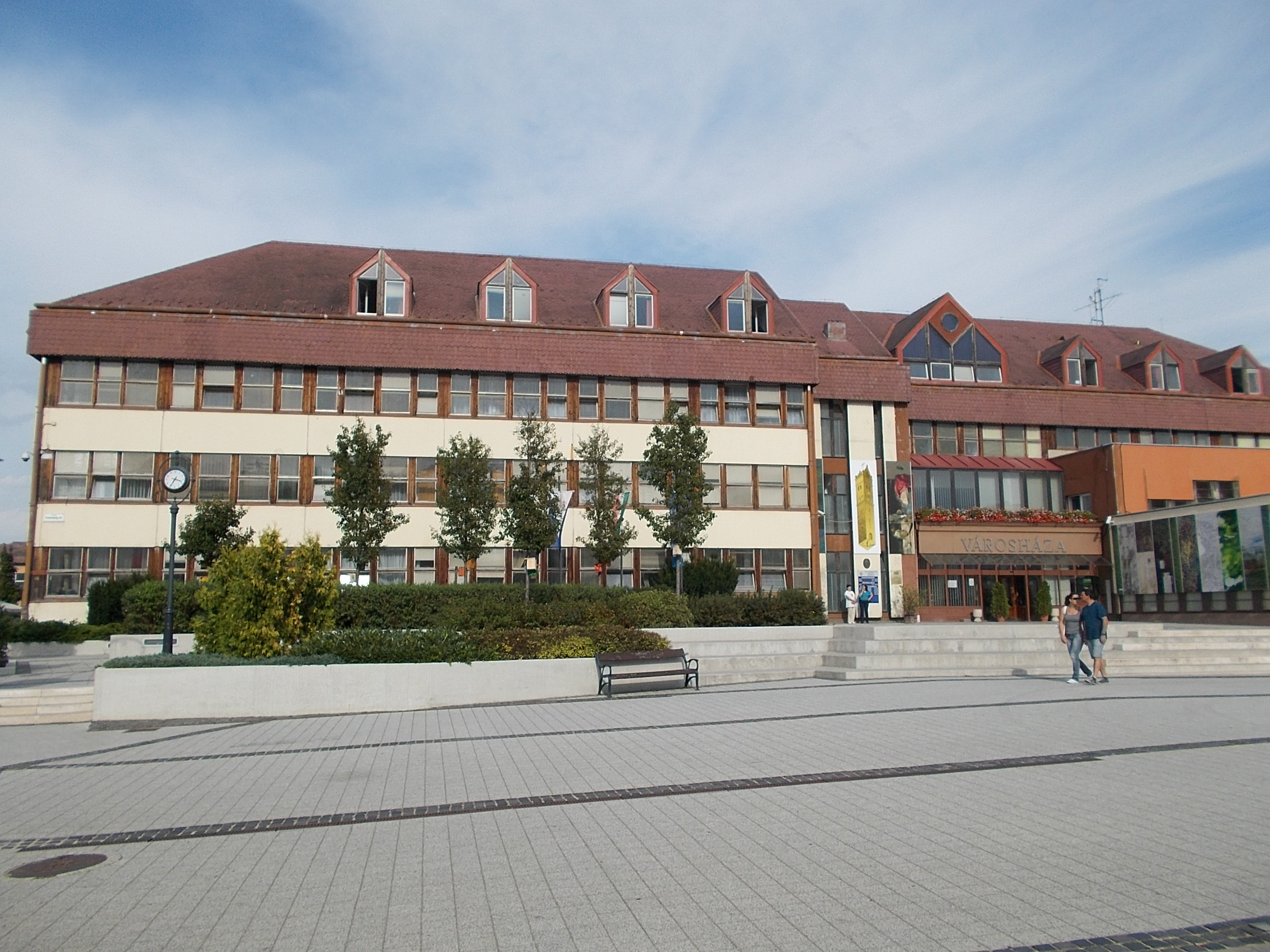
A Polgármesteri Hivatal régi épülete
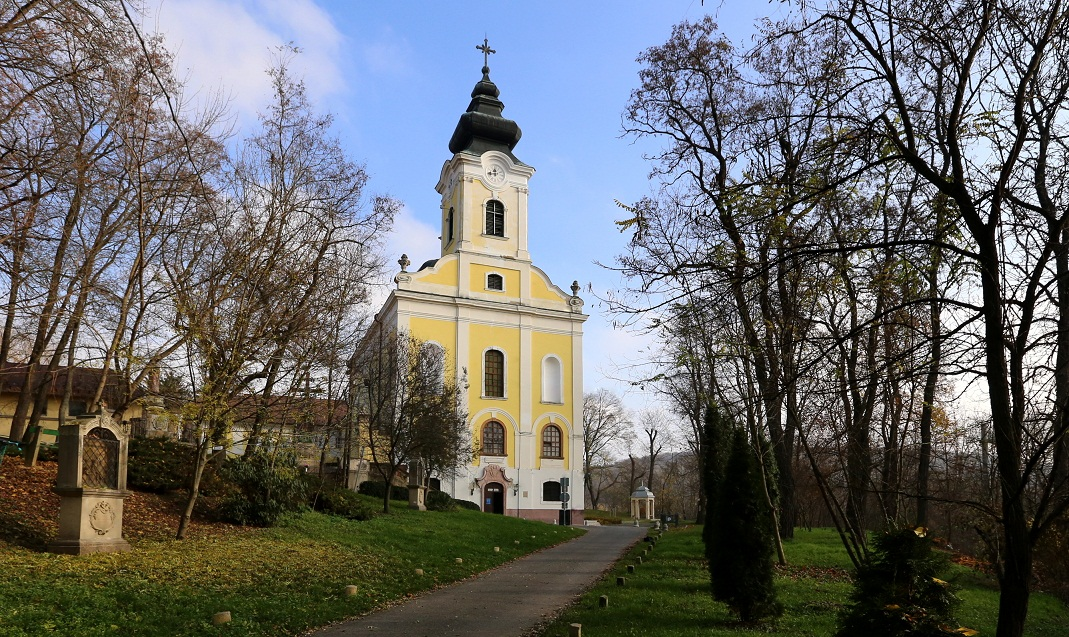
A Máriabesnyői Nagyboldogasszony-bazilika
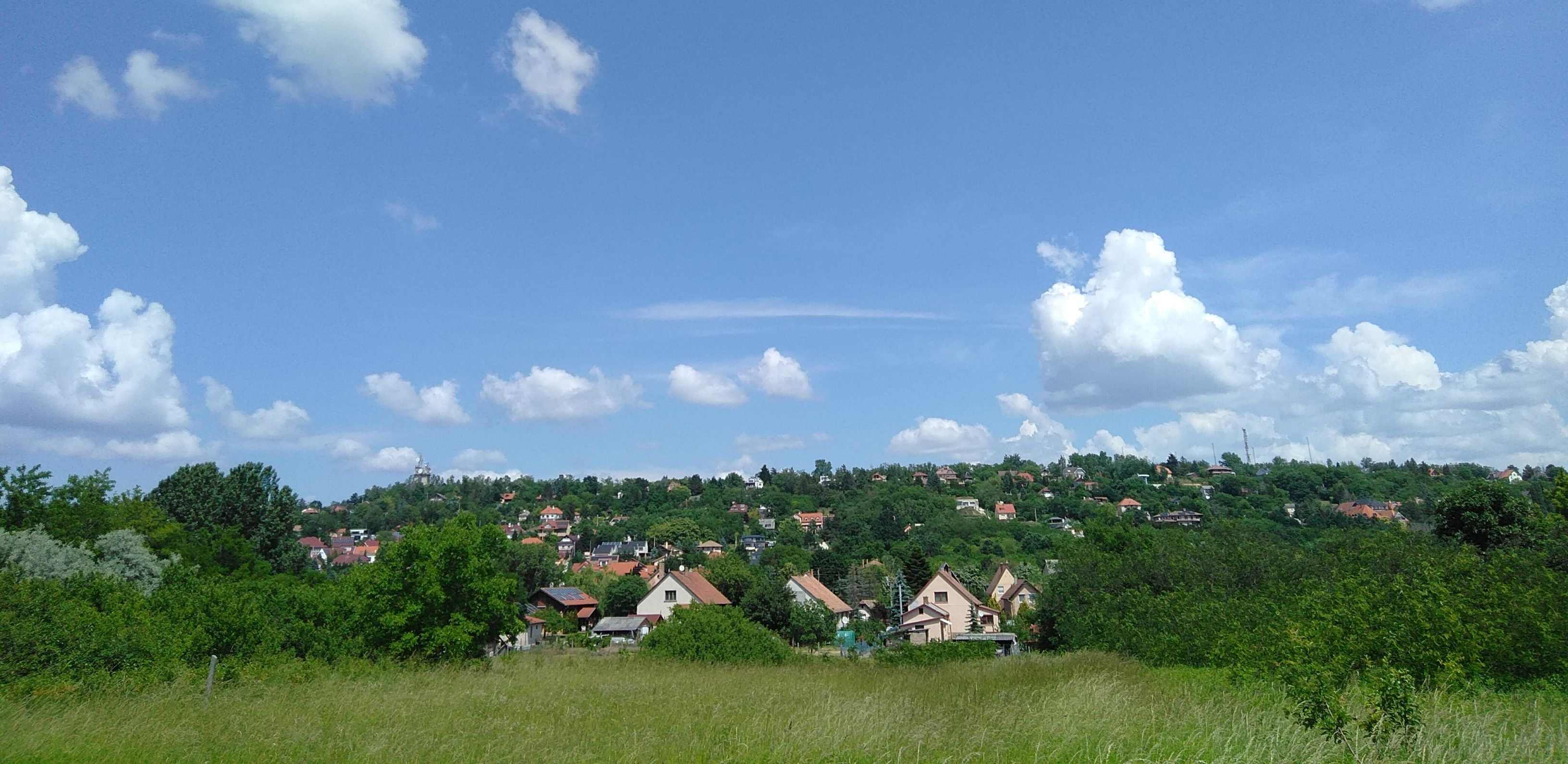
Blaha városrész és a felette magasodó Öreg-hegy ("Molly-domb")
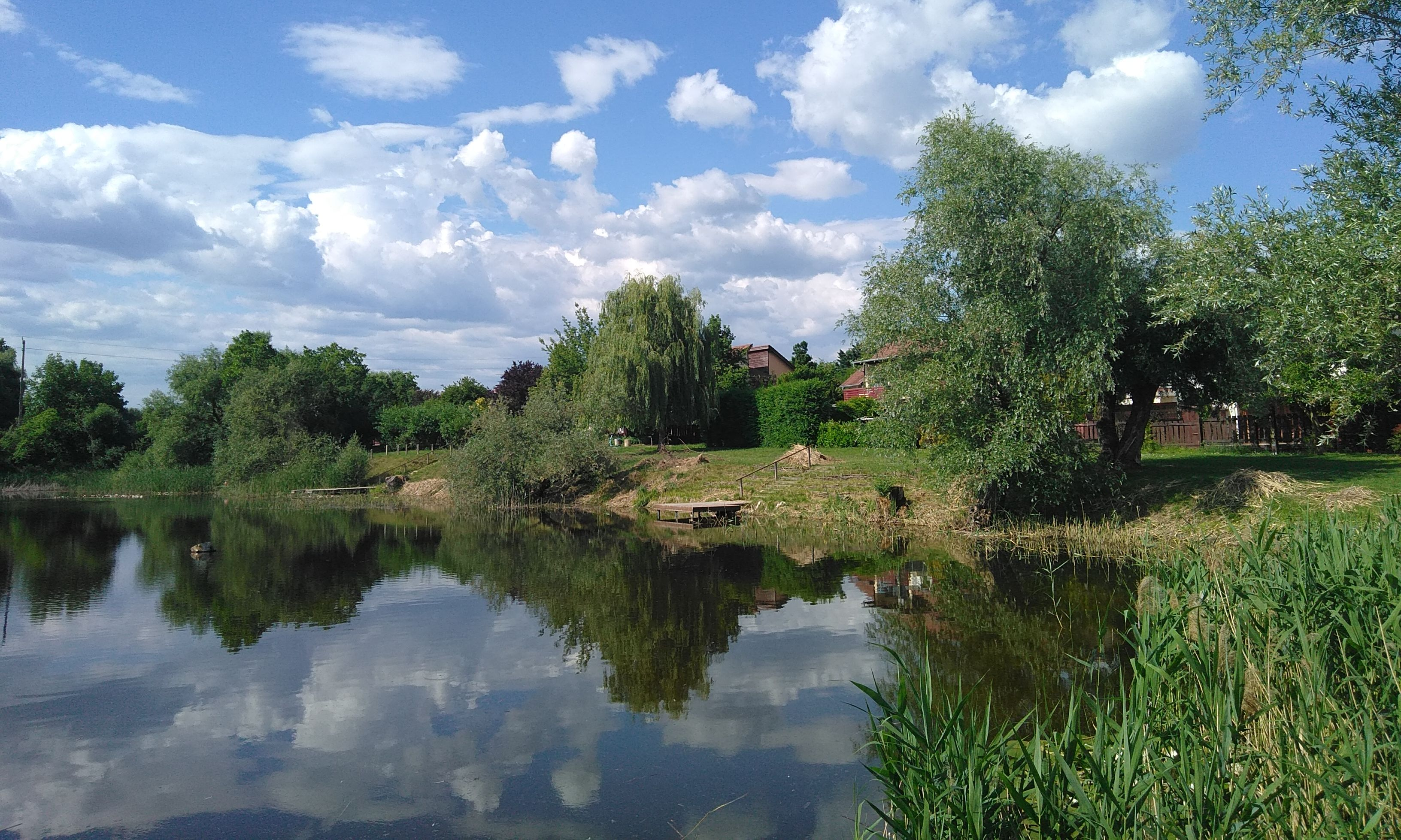
Az Úrréti-tó a Rákos-patak forrásvidékén

## Légifotó-galéria

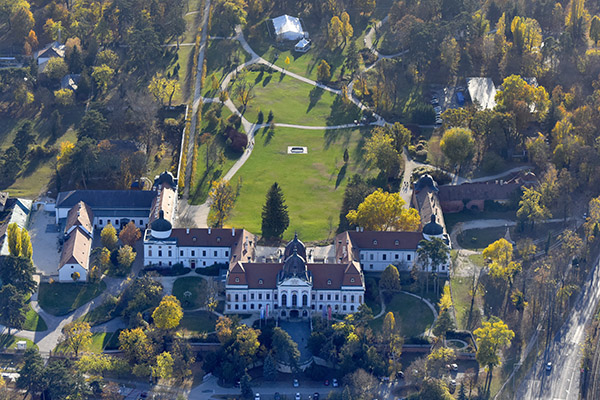
A gödöllői kastély
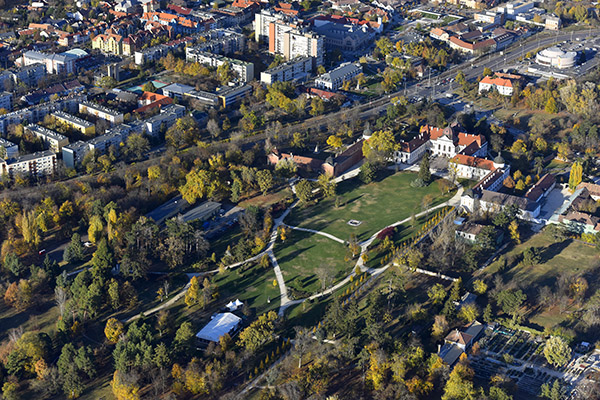
A kastély és parkja
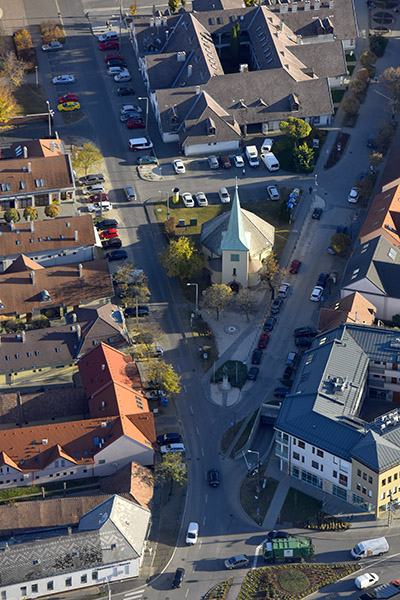
Az evangélikus templom
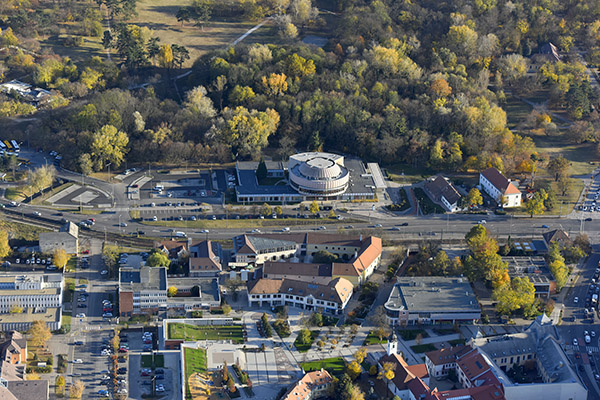
A Művészetek Háza
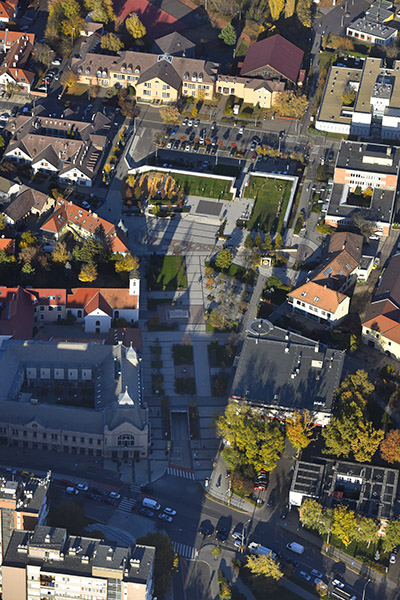
Szabadság tér
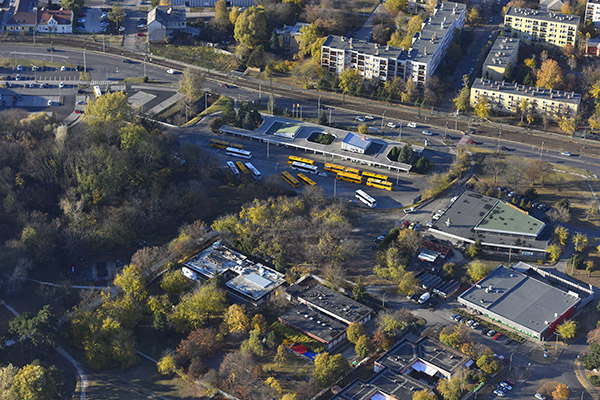
Az autóbusz-állomás

## Népesség
| Lakosok száma | 3661 | 4844 | 7569 | 11 825 | 17 693 | 28 096 | 31 105 | 32 588 | 32 625 | 32 524 |
|               | 1870 | 1890 | 1910 | 1941   | 1960   | 1980   | 2001   | 2014   | 2022   | 2024   |

| Év   | Népesség (fő) |
| ---- | ------------- |
| 1870 | 3 661         |
| 1880 | 3 940         |
| 1890 | 4 844         |
| 1900 | 5 893         |
| 1910 | 7 569         |
| 1920 | 10 262        |
| 1930 | 11 056        |
| 1941 | 11 825        |
| 1949 | 12 216        |
| 1960 | 17 693        |
| 1970 | 21 929        |
| 1980 | 28 096        |
| 1990 | 28 195        |
| 2001 | 31 105        |
| 2011 | 32 522        |
| 2022 | 32 625        |

A népesség növekedését főleg a más településekről, és vármegyékből történő folyamatos bevándorlás okozza, a halálozás az utóbbi harminc évben folyamatosan magasabb volt a születések számánál.
A 2011-es népszámlálás adatai alapján 15 évnél idősebb lakosok 45%-a házas, 35%-a nőtlen vagy hajadon, 11%-a elvált, és 9%-a özvegy, és ezek az arányok a 2022-es népszámlálás adataiban sem változtak számottevő mértékben. A háztartások száma 12 015, ebből a családos háztartások száma 8530. A családok 68%-ában van legalább egy gyermek. A gyermeket nevelő családos háztartások 71%-ában a szülők házasságban vagy élettársi kapcsolatban élnek, 29%-ban csak az egyik szülő van jelen. A gyermeket nevelő családok 48%-ában egy, 38%-ában kettő, 14%-ában három, vagy több gyermek van.
Vallási összetételét tekintve a 2011-es adatok alapján 35,2% római katolikus, 10,9% református, 2,7% evangélikus, 3,8% más vallási közösséghez, felekezethez tartozik. 16,0% vallási közösséghez, felekezethez nem tartozik, 2,1% pedig ateistának vallotta magát. 29,3% nem kívánt válaszolni. Az országos trendekhez hasonlóan a 2022-es népszámlálás során jelentősen, 38,9%-ra nőtt a nem válaszolók aránya. A magukat római katolikusnak vallók 29,5%-ra, a reformátusnak vallók aránya pedig 9,9%-ra csökkent.
Valószínűleg a Magyar Agrár- és Élettudományi Egyetemen tanuló hallgatók miatt a vármegyei és az országos átlagnál magasabb a 15-24 éves korosztályba tartozók aránya.
A 18 évnél idősebbek 67%-a érettségizett, illetve a 25 évnél idősebbek 34%-a felsőfokú végzettséggel is rendelkezik, ami jelentősen meghaladja az országos átlagot (49%, illetve 19%).
A teljes népesség 50% foglalkoztatott, 2,3% munkanélküli, 21% inaktív kereső (nyugdíjasok, gyermeküket nevelő kismamák stb.), illetve 27% eltartott (tanulmányaikat folytató gyermekek stb.).

## Politika

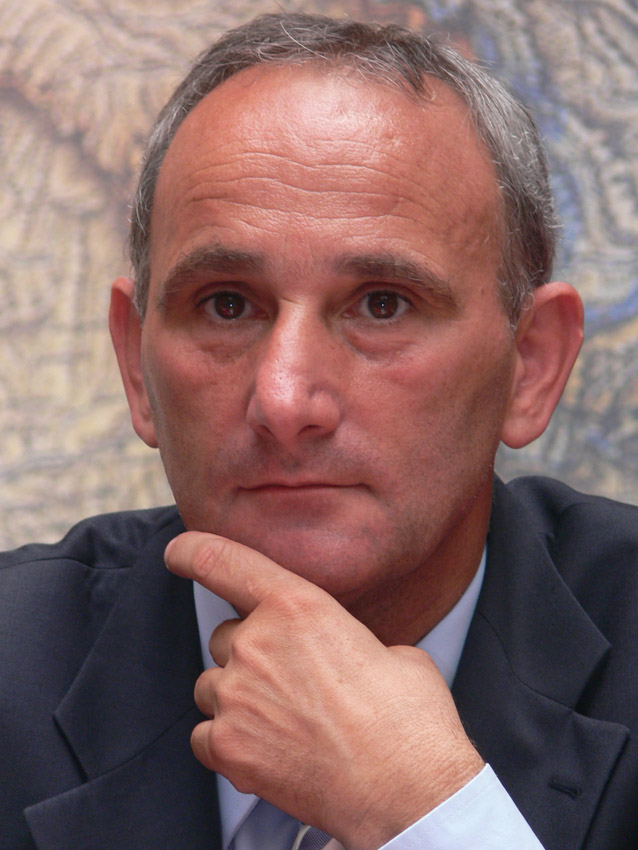
Gémesi György, Gödöllő polgármestere

### Tanácselnökök
A várost érintő kérdésekben a megyei tanácsban hozták meg a döntéseket, a városi tanácselnök szerepe gyakorlatilag csak a végrehajtásra korlátozódott.
- 1966. január 3. – 1967. január 31.: dr. Gyetvai József
- 1967. február 1. – 1971. február 28.: dr. Galicz Tibor
- 1971. május 6. – 1982. május 27.: Benedek János
- 1982. május 28. – 1983. szeptember 6.: Ritecz György
- 1983. szeptember 7. – 1990. január 17.: Papp István [52]
- 1990. február 8. – 1990. szeptember 21.: Vass István

### Polgármesterei
| Név               | Jelölő szervezet(ek)              | Terminus | Megjegyzés / Források |
| ----------------- | --------------------------------- | -------- | --- |
| Dr. Gémesi György | Gödöllői Lokálpatrióta Klub (GLK) | 1990 óta | 2024-ben az érvényesen leadott 16 041 szavazatból három induló közül 8804 szavazatot szerzett meg, amivel 54,88 %-os eredményt ért el.   |
| Dr. Gémesi György | Gödöllői Lokálpatrióta Klub (GLK) | 1990 óta | 2019-ben az érvényesen leadott 14 977 szavazatból a négy induló közül 7126 szavazatot szerzett meg, amivel 47,58 %-os eredményt ért el.  |
| Dr. Gémesi György | Gödöllői Lokálpatrióta Klub (GLK) | 1990 óta | 2014-ben az érvényesen leadott 10 208 szavazatból a három induló közül 8021 szavazatot szerzett meg, amivel 78,58 %-os eredményt ért el. |
| Dr. Gémesi György | Gödöllői Lokálpatrióta Klub (GLK) | 1990 óta | 2010-ben az érvényesen leadott 13 256 szavazatból a három induló közül 9627 szavazatot szerzett meg, amivel 72,62 %-os eredményt ért el. |
| Dr. Gémesi György | GLK-KDNP-MDF                      | 1990 óta | 2006-ban az érvényesen leadott 14 130 szavazatból a három induló közül 9104 szavazatot szerzett meg, amivel 64,43 %-os eredményt ért el. |
| Dr. Gémesi György | GLK                               | 1990 óta | 2002-ben az érvényesen leadott 13 210 szavazatból a három induló közül 7341 szavazatot szerzett meg, amivel 55,57 %-os eredményt ért el. |
| Dr. Gémesi György | GLK                               | 1990 óta | 1998-ban az érvényesen leadott 11 196 szavazatból a három induló közül 6556 szavazatot szerzett meg, amivel 58,56 %-os eredményt ért el. |
| Dr. Gémesi György | GLK-KDNP-MDF                      | 1990 óta | 1994-ben az érvényesen leadott 9250 szavazatból a négy induló közül 5637 szavazatot szerzett meg, amivel 60,94 %-os eredményt ért el.    |
| Dr. Gémesi György | MDF                               | 1990 óta | Az 1990-es polgármester-választásról a Nemzeti Választási Iroda nyilvántartása alapján csak annak végeredménye állapítható meg.          |

A képviselő-testületbe 1990 és 2010 között 14 választókerületből választottak képviselőket, illetve további 9 fő kerül be kompenzációs listáról, azaz a testület összesen 23 főből állt. A 2010-ben módosított jogi szabályozás a választókerületek számát 10-re, a kompenzációs listáról megszerezhető mandátumok számát pedig 4-re csökkentette, így az új képviselő-testület 14 fős lett.
A polgármesternek két helyettese van, akik a képviselők közül kerülnek megválasztásra.

### A 2024-es önkormányzati választás eredménye
- A polgármester-választás eredménye[62]

| Jelölt neve         | Jelölő szervezet(ek) | Jelölő szervezet(ek)                    | Szavazatok száma | Szavazatok aránya |
| ------------------- | -------------------- | --------------------------------------- | ---------------- | ----------------- |
| Dr. Gémesi György   |                      | Gödöllői Lokálpatrióta Klub             | 8804             | 54,88%            |
| Kolozs Csaba        |                      | GDL Pelikán                             | 6153             | 38,36%            |
| Dr. Henkei Viktória |                      | Tisztesség-Emberség Városvédő Egyesület | 1084             | 6,76%             |
| Összesen            |                      |                                         | 16 041           | 100%              |

- A képviselőtestület-választás eredménye[63]

| Párt | Párt                                    | Mandátumok | Képviselő-testület | Képviselő-testület | Képviselő-testület | Képviselő-testület | Képviselő-testület | Képviselő-testület | Képviselő-testület | Képviselő-testület | Képviselő-testület | Képviselő-testület | Képviselő-testület |
| ---- | --------------------------------------- | ---------- | ------------------ | ------------------ | ------------------ | ------------------ | ------------------ | ------------------ | ------------------ | ------------------ | ------------------ | ------------------ | ------------------ |
|      | Gödöllői Lokálpatrióta Klub             | 11         | P                  |                    |                    |                    |                    |                    |                    |                    |                    |                    |                    |
|      | GDL Pelikán                             | 3          |                    |                    |                    |                    |                    |                    |                    |                    |                    |                    |                    |
|      | Tisztesség-Emberség Városvédő Egyesület | 1          |                    |                    |                    |                    |                    |                    |                    |                    |                    |                    |                    |

A város több közszolgáltatást végző gazdasági társaságot alapított amelyek a távfűtési hálózat, a városi piac, illetve a Művészetek Háza üzemeltetését, továbbá a közétkeztetést, a hulladék-gazdálkodást és az általános városüzemeltetési feladatokat végzik.
A városban a cigány, a görög, a lengyel, a német és a ruszin kisebbség alakított önkormányzatot.

## Rendvédelem, egészségügy
A Gödöllői Rendőrkapitányság Pest vármegye egyik kiemelt rendőrkapitánysága, illetékességi területe 27 településre (7 város , 20 község) terjed ki. A kapitányságon 217 rendőr teljesít szolgálatot. A rendőrkapitányság alárendeltségébe tartozik az Aszódi Rendőrőrs, a Kistarcsai Rendőrőrs, a Péceli Rendőrőrs és a Veresegyházi Rendőrőrs. 2010-ben a regisztrált bűncselekmények száma 2664 volt. A 10 ezer főre jutó bűncselekmények száma 148, ami a vármegye átlag alatti érték.
A városban működik az Országos Mentőszolgálat egyik mentőállomása.
A térség lakosainak egészségügyi ellátását elsődlegesen a Tormay Károly Egészségügyi Központ látja el. Az intézmény öt telephellyel rendelkezik a városban.
A Gödöllő Hivatásos Tűzoltó-parancsnokság 81 fős létszámmal rendelkezik, működési területe két járásra terjed ki, és 26 települést foglal magában. Alárendeltségébe tartozik az Aszód Katasztrófavédelmi Őrs is. Gépjármű állománya:
- Rába R16 Heros Aquadux-X 4000 gépjárműfecskendő
- Renault Midlum 300 Heros Aquadux-X 3000 gépjárműfecskendő (Aszódi Őrs)
- Renault Midlum 220 Heros Aquadux-X 2000 gépjárműfecskendő
- Renault Kerax 430 Heros Aquarius-X vízszállító
- Iveco Magirus Vario CC magasból mentő létraszer
- Mazda B2500 bevetésirányító jármű
- Ford Ranger bevetésirányító jármű

## Városrészek

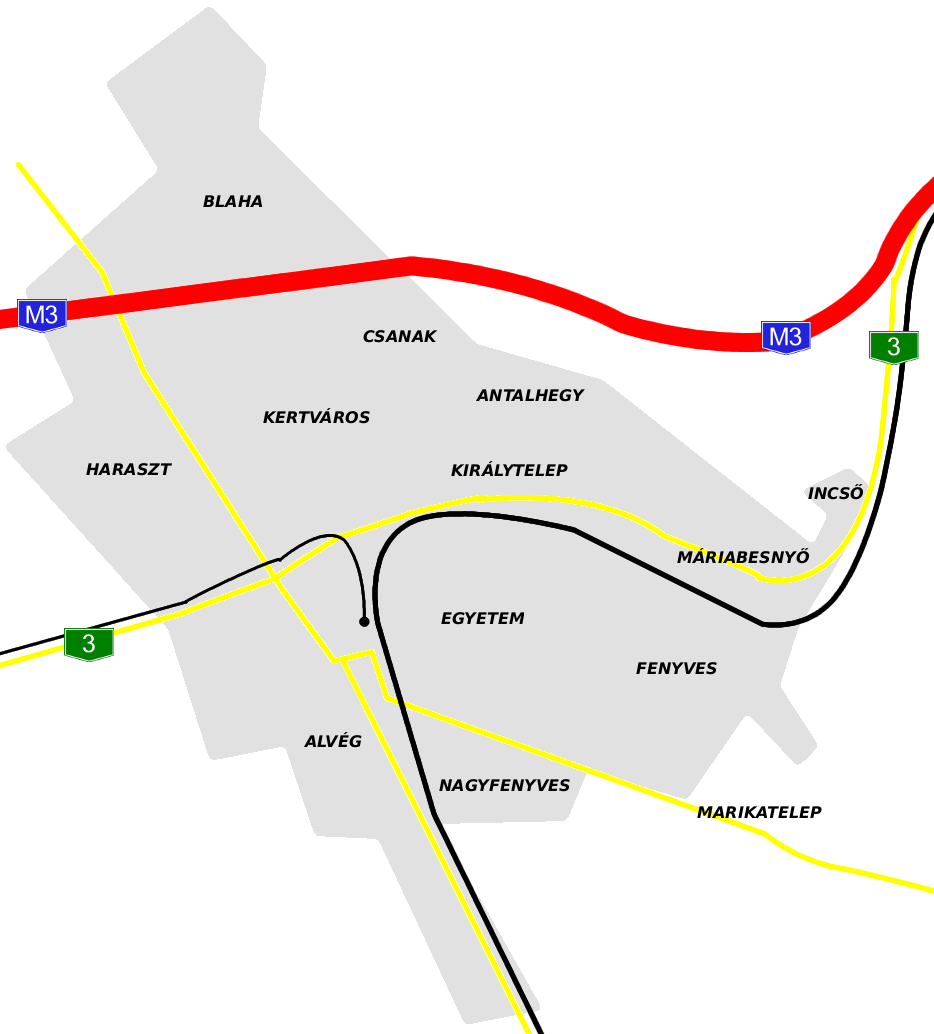
Gödöllő városrészei

### Városrészek
- Alvég
- Blaha
- Egyetem
- Fenyves
- Haraszt
- Kertváros
- Központ
- Máriabesnyő

### Lakóparkok, szomszédságok
- Antalhegy
- Csanak
- Incső
- Királytelep
- Nagyfenyves
- Újfenyves

### Külterületek
- Boncsok
- Felsőmalom
- Fácános
- Irtványos
- Kecskés
- Marikatelep
- Nagyremete
- Peres
- Röges
- Szárítópuszta
- Babatpuszta

## Oktatás

### Bölcsődék
- Gödöllői Palotakert Bölcsőde (volt 1. sz. Bölcsőde)
- Gödöllői Mesevilág Bölcsőde (volt 2. sz. Bölcsőde, Kossuth L. utca)
- Gödöllői Mézeskalács Bölcsőde (volt 3. sz. Bölcsőde, Premontrei út)

### Óvodák
Önkormányzati
- Gödöllői Kastélykert Óvoda (volt Martinovics utcai Óvoda)
- Gödöllői Mesék Háza Óvoda (volt Szent János utcai Óvoda)
- Gödöllői Mosolygó Óvoda (volt Kazinczy körúti Óvoda)
- Gödöllői Palotakert Óvoda (volt Palotakerti Óvoda)
- Gödöllői Fenyőliget Óvoda (volt Táncsics Mihály úti Óvoda)
- Gödöllői Kikelet Óvoda (volt Egyetem téri Óvoda)
- Gödöllői Zöld Óvoda (volt Zöld Óvoda)

Magán
- Játékkuckó Magánóvoda
- Gödöllő Szabad Waldorf Óvoda
- Tudásfa Tanoda Alapítványi Óvoda
- Mókus Odú Gyermekóvoda

### Általános iskolák
Állami
- Erkel Ferenc Általános Iskola
- Hajós Alfréd Általános Iskola
- Damjanich János Általános Iskola
- Petőfi Sándor Általános Iskola
- Montágh Imre Általános Iskola, Speciális Szakiskola és Készségfejlesztő Speciális Szakiskola

Egyházi és magán
- Szent Imre Katolikus Általános Iskola
- Gödöllői Waldorf Általános Iskola és Gimnázium és Alapfokú Művészetoktatási Intézmény

### Középiskolák
Állami
- Török Ignác Gimnázium
- Madách Imre Szakközépiskola, Szakiskola és Kollégium

Egyházi és magán
- Premontrei Szent Norbert Gimnázium
- Gödöllői Református Líceum Gimnáziuma és Kollégiuma
- Gödöllői Waldorf Általános Iskola és Gimnázium és Alapfokú Művészetoktatási Intézmény

### Felsőoktatási intézmények
Gödöllő egyetlen felsőoktatási intézménye a 2021 óta a Magyar Agrár- és Élettudományi Egyetem Szent István Campus nevet viselve az Állatorvostudományi Egyetem, a Gödöllői Agrártudományi Egyetem, a Kertészeti és Élelmiszeripari Egyetem, a Jászberényi Tanítóképző Főiskola és az Ybl Miklós Műszaki Főiskola összevonásával alakult meg 2000. január 1-jén.

### Egyéb oktatási intézmények
- Frédéric Chopin Zeneiskola
- Nyári Napközi
- Nevelési Tanácsadó
- Logopédiai Intézet és Általános Iskola
- Egységes Pedagógiai Szakszolgálat

## Média
- Gödöllői Szolgálat (1992 óta)
- Gödöllői Hírek (1997 óta)
- GDL-Pelikán (2020 óta)
- Gödöllő és vidéke, majd később Gödöllői Hírlap címmel 1974. június 1. és 1988. december 30. között jelent meg a Pest Megyei Hírlap című napilap egy oldal terjedelmű melléklete.

## Híres gödöllőiek

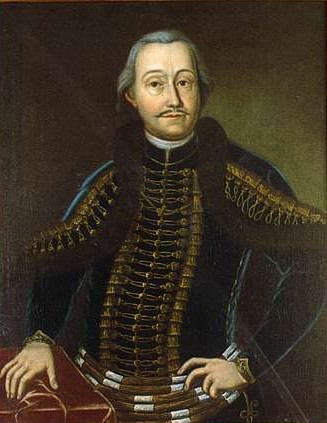
Grassalkovich Antal koronaőr, királyi személynök

### Itt született
- Ádám Mihály labdarúgó-játékvezető
- Bor Ambrus író, műfordító, publicista
- Dzurják József bajnok, kupagyőztes labdarúgó
- Erdélyi Gyula újságíró
- Francsek Imre építész
- Galló Istvánné tanár, szakszervezeti vezető
- Gerhát László zongoraművész és -tanár, karmester
- Hidas Antal Kossuth-díjas, szocialista író, költő, műfordító, a Vörös Csepel szerzője
- Hornyák Lajos labdarúgó-játékvezető, ellenőr
- Jancsika Károly válogatott, bajnok, kupagyőztes labdarúgó
- Kovacsóczy Mihály lapszerkesztő
- Makovinyi Tibor táncművész, koreográfus, táncpedagógus
- Malatin Antal kalocsai nyomdász
- Mihály Dénes mérnök, feltaláló
- Moór János géplakatos, a golyóscsapágyas szívó-nyomó rendszerű öntöttvas kút feltalálója
- Mukk József operaénekes
- Mundruczó Kornél színész, forgatókönyvíró, filmrendező
- Olvasztó Imre az Indul a bakterház című nagy sikerű tv-film főszereplője
- Rab Tibor válogatott, bajnok, kupagyőztes labdarúgó
- Szabó Ede műfordító, irodalomtörténész
- Szabó László válogatott labdarúgó
- Tarcsai Szabó Tibor író
- Török Ignác honvéd tábornok, az aradi vértanúk egyike
- Zováth János bajnok, kupagyőztes, szuperkupa-győztes labdarúgó

### Itt halt meg
- Adorján Jenő zeneszerző
- Baskay Tóth Bertalan magyar botanikus, mezőgazdasági mérnök, egyetemi tanár
- Csepregi Lajos a Nemzeti Színház nyugalmazott titkára
- Farkas György politikus, országgyűlési képviselő, mogyoródi helytörténész
- Grassalkovich Antal gróf, királyi személynök, Arad és Nógrád vármegye főispánja
- Grassalkovich Antal herceg, aranygyapjas vitéz, Csongrád vármegye főispánja
- Grósz Károly magyar politikus, a Minisztertanács elnöke, az MSZMP főtitkára
- Ivánka Imre 1848-as honvéd ezredes, politikus
- Jenőfi Jenő labdarúgó, bajnoki gólkirály
- Márki Sándor történetíró, egyetemi tanár, az MTA tagja
- Nagy Sándor grafikus
- Pecznik János agrokémikus, egyetemi tanár
- Pécsi Ildikó Kossuth- és Jászai Mari-díjas színésznő
- Petőházi Gábor magyar agrármérnök, politikus, élete utolsó 14 évében a Gödöllői Kisállattenyésztő Kutató Intézet igazgatója
- Prónay György államtitkár
- Szabó Ede műfordító, irodalomtörténész
- Szentkirályi Albert műfordító, országgyűlési képviselő
- Walleshausen Gyula könyvtáros, történész, címzetes egyetemi tanár

### Itt temették el
- Teleki Pál miniszterelnök, földrajztudós, tiszteletbeli főcserkész

### Díszpolgárok
- Dr. Ángyán József (2019)
- Batizi Sándor ( 2023)
- Dr. Bodó Szilárd (2002)
- Csiba József (1986)
- Danis János (2024)
- Dr. Fábri Mihály (2009)
- Fallenbüchl Zoltán (2004)
- Ferenczi Anna (2014)
- Dr. Fényi Ottó József (1997)
- Habsburg Ottó (1996)
- Heltai Miklós (2003)
- Katona Szabó Erzsébet (2021)
- Kirchhofer József (1998)
- Dr. Makra Csaba (2006)
- Mészáros István (1999)
- Oszvald Marika (2012)
- Pécsi Ildikó (2010)
- Remsey Jenő György (1977)
- Steiner László (2000)
- Szecsődi Péter (2007)
- Szekeres Erzsébet (2018)
- Szendrő Szabolcs (2005)
- Szűcs Lajos (2013)
- Tóth Krisztina (2008)
- Ullmann Péter Ágoston (2022)
- Vancsó Imre Gyuláné (2017)
- Vass Károlyné (2015)
- Dr. Vámos János (2001)
- Winkler Nándor (2003)

## Testvérvárosai
- Giessen, Németország (1990)
- Forssa, Finnország (1990)
- Csíkszereda, Románia (1990)
- Beregszász, Ukrajna (1991)
- Wageningen, Hollandia (1992)
- Dunaszerdahely, Szlovákia (1994)
- Zenta, Szerbia (1994)
- Laxenburg, Ausztria (1997)
- Turnhout, Belgium (1999)
- Żywiec, Lengyelország (2002)
- Aichach, Németország (2006)
- Valdemoro, Spanyolország (2008)
- Brandýs nad Labem-Stará Boleslav, Csehország (2009)
- Bogor, Indonézia (2009)
- Bad Ischl, Ausztria (2012)
- Zhangzou, Kína (2014)
- Beit Aryeh-Ofarim, Izrael (2015)
- Edirne, Törökország (2016)
- Incshon, Dél-Korea (2023)
- Đurđevac, Horvátország (2024)
- Haiphong, Vietnám (2024)

### Folyóiratcikkek
- Lóska Lajos: A művészet kertje: GIM-Ház, Gödöllő, megjelent: Műértő: művészeti és műkereskedelmi folyóirat, 2009. (12. évf.) 7-8. sz. 2. oldal
- Prékopa Ágnes: Újdonságértékű régi textilek: Városi Múzeum, Művelődési Központ, GIM-ház, Gödöllő, megjelent: Műértő: művészeti és műkereskedelmi folyóirat, 2007. (10. évf.) 6. sz. 4. oldal
- Szendi Horváth Éva: Értékőrző Gödöllő = The treasures of Gödöllő, megjelent: Diplomata, 2009. (10. évf.) 1-2. sz. 40-41. oldal
- Molnár Márta: Gödöllői Királyi Kastély = Gödöllő Royal Palace, megjelent: Diplomata, 2007. (8. évf.) 10. sz. 24-26. oldal
- Villányi László – Takácsné György Katalin: Tradíció és Innováció – Nemzetközi Tudományos (Agrár) Közgazdász Konferencia. Szent István Egyetem, Gödöllő, 2007. december 3-4, megjelent: Tájökológiai lapok, 2008. (6. évf.) 1-2. sz. 221-222. oldal
- Fejes Antal: Először drót alatt: A Vác-Budapest-Gödöllő helyiérdekű vasút (VBGHÉV) története 1914-ig, megjelent: Indóház extra, 2008. (3. évf.) 1. sz. 12-15. oldal
- Balázs Gusztáv: Gödöllő – nemzetközi látókörben, megjelent: Magyar mezőgazdaság, 2007. (62. évf.) 51-52. sz. 24-25. oldal
- Tétényi Éva: Falukonferencia Gödöllő, 2006, megjelent: Építésügyi szemle: az építésügy szakmapolitikai folyóirata, 2007. (49. évf.) 1. sz. 26-28. oldal
- Kovács László: Országos Mezőgazdasági Értekezlet Gödöllő-Máriabesnyőn, 2007. október 10-11-én, megjelent: Geodézia és kartográfia, 2007. (59. évf.) 12. sz. 36. oldal (https://web.archive.org/web/20130511183502/http://www.fomi.hu/honlap/magyar/szaklap/2007/12/5.pdf)
- Masznyik Csaba: Fény és forrás: szentháromság katolikus templom, Gödöllő, megjelent: Régi-új magyar építőművészet, 2007. 5. sz. 36-37. oldal
- Komárominé Kucsák Mónika – Bardóczyné Székely Emőke: Tájökológiai-hidrológiai terepi vizsgálati módszerek alkalmazhatósága a Rákos patak Gödöllő-Isaszegi tórendszer példáján. (Metodikai kérdések), megjelent: Tájökológiai lapok, 2006. (4. évf.) 2. sz. 249-253. oldal
- Radnai Anna: A GlaxoSmithKline vakcinagyártása. Gödöllő a világpiac meghatározó helyszínei között, megjelent: Kórház, 2006. (12. évf.) 10. sz. 56-58. oldal
- Prokai Dorina: Lovaspark Gödöllő mellett, megjelent: Az Európai Unió agrárgazdasága, 2005. (10. évf.) 10. sz. 14. oldal (http://www.omgk.hu/pages/euag/EA2005/2005_10.pdf)
- Zsámbéki-medence, Gödöllő: a jövendőbeli magyar Szilícium-völgyek, megjelent: Comitatus: önkormányzati szemle, 2004. (14. évf.) 6. sz. 47-49. oldal (http://www.comitatus.hu/2004/2004jun.pdf%5B%5D)
- Balázs Gusztáv: Gödöllő: tradíció és felújítás, megjelent: Magyar mezőgazdaság, 2004. (59. évf.) 39. sz. 5. oldal
- Balázs Gusztáv: Virágzó városok: Gödöllő, megjelent: Haszon, 2003. (1. évf.) 6. sz. 66-67. oldal
- Bakti Mária: Gödöllő, a sikeres város, megjelent: Comitatus : önkormányzati szemle, 2002. (12. évf.) 1-2. sz. 27-36. oldal
- J. Berencz Ilona: Gödöllő: Városi Múzeum és piac, megjelent: Műszaki tervezés, 2001. (41. évf.) 6. sz./klnsz. 16. oldal
- Hetényi Ferencné: Gödöllő belterületének digitális térképe, megjelent: Geodézia és kartográfia, 1992. (44. évf.) 5. sz. 355-358. oldal